# SV Meppen
Der SV Meppen (Sportverein Meppen 1912 e. V.) ist ein 1912 in Meppen gegründeter deutscher Fußballverein mit rund 2050 Mitgliedern (Stand: 28. November 2023). Die erste Herrenmannschaft spielte zwischen 1987 und 1998 durchgehend in der 2. Bundesliga und gehörte von 2017 bis 2023 der 3. Liga an. Darüber hinaus gewannen die Meppener mehrere Amateur-Meisterschaften sowie 1999, 2021 und 2024 den Niedersachsenpokal. Die erste Frauenmannschaft spielte in den Saisons 2020/21 sowie 2022/23 in der Frauen-Bundesliga.

## Geschichte

### 1912–1957: Gründung & Frühe Jahre
| Saison             | Liga                    | Level | Platz | Tore   | Punkte |
| ------------------ | ----------------------- | ----- | ----- | ------ | ------ |
| 1926/27            | B-Klasse Westfalen      |       | 01    |        |        |
| 1927/28            | A-Klasse Westfalen      |       |       |        |        |
| 1928/29            | 2. BK Westf. Nordgr. 4  | III   |       |        |        |
| 1929/30            | 1. BK Westf. Nordkreis  | II    |       |        |        |
| 1930/31            | 2. BK Westf. Nordgr. 4  | III   |       |        |        |
| 1931/32            | 2. BK Westf. Nordgr. 4  | III   | 03    | 043:40 | 21:15  |
| 1932/33            | 2. BK Westf. Nordgr. 4a | III   | 03    | 028:26 | 14:10  |
| 1933/34            | Bezirksliga Bremen-Süd  | II    | 08    | 036:56 | 13:27  |
| 1934/35            | Bezirksliga Bremen-Süd  | II    | 10    | 037:54 | 21:27  |
| 1935/36            | Bezirksliga Bremen-Süd  | II    | 08    | 026:42 | 16:24  |
| 1936/37            | Bezirksliga Bremen-Süd  | II    | 06    | 036:50 | 18:18  |
| 1937/38            | Bezirksliga Osnabrück   | II    | 09    | 016:59 | 09:27  |
| 1938/39            | Bezirksliga Osnabrück   | II    | 08    | 015:76 | 03:25  |
| 1939/40            | 1. Kreisklasse Emsland  | III   |       |        |        |
| 1940/41            | 2. Kreisklasse Emsland  | IV    |       |        |        |
| 1941/42            | 2. Kreisklasse Emsland  | IV    |       |        |        |
| 1942/43            | 2. Kreisklasse Emsland  | IV    |       |        |        |
| 1943/44            | 2. Kreisklasse Emsland  | IV    |       |        |        |
| 1946/47            | Bezirksklasse Emsland   | II    | 01    | 035:07 | 15:01  |
| 1947/48            | Landesliga Weser/Ems    | II    | 10    | 042:77 | 15:29  |
| 1948/49            | Landesliga Weser/Ems    | II    | 12    | 031:85 | 08:42  |
| 1949/50            | Amateurliga 2           | III   | 06    | 057:59 | 26:26  |
| 1950/51            | Amateurliga 2           | III   | 04    | 059:44 | 31:21  |
| 1951/52            | Amateurliga 2-West      | III   | 09    | 050:62 | 23:25  |
| 1952/53            | Amateurliga 2           | III   | 09    | 063:63 | 28:28  |
| 1953/54            | Amateurliga 2           | III   | 14    | 031:87 | 13:39  |
| 1954/55            | Bezirksklasse Emsland   | IV    | 03    | 066:47 | 35:17  |
| 1955/56            | Bezirksklasse Emsland   | IV    | 03    | 103:57 | 37:19  |
| 1956/57            | Bezirksklasse Emsland   | IV    | 01    | 102:38 | 46:10  |
| BK = Bezirksklasse |                         |       |       |        |        |

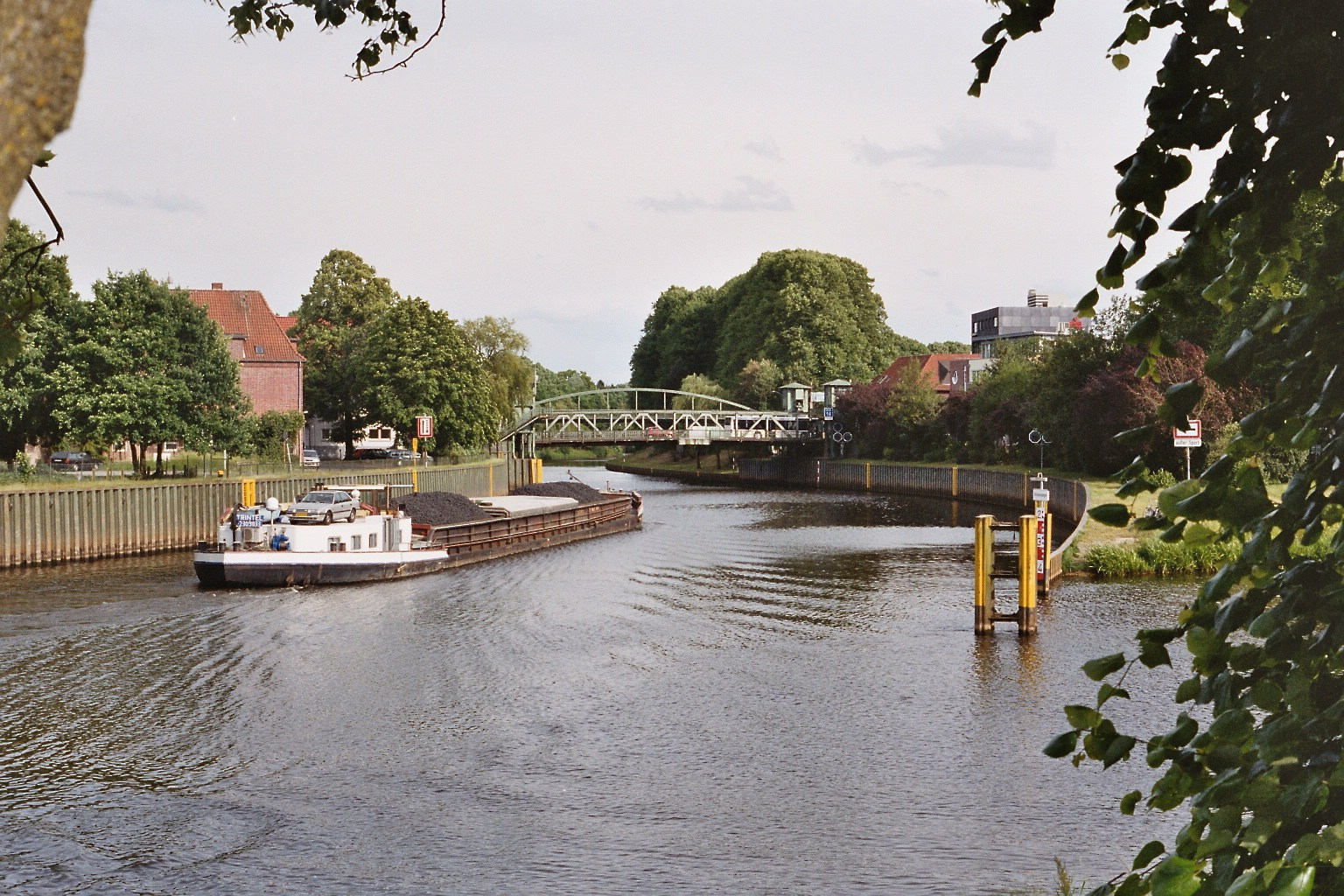
Die Ems, Namensgeber des FC Amisia.

Der heutige SV Meppen geht auf den am 29. November 1912 von Gymnasiasten gegründeten Fußballclub Amisia Meppen zurück. Amisia ist der lateinische Name des Flusses Ems. Am 8. Februar 1920 fusionierte die Amisia mit dem ebenfalls 1912 gegründeten MTV Meppen und der paramilitärischen Jugendgruppe Gruppe Jungdeutschland Meppen zum Turn- und Sportverein Meppen 1912. Im Rahmen der reinlichen Scheidung kam es am 13. April 1922 zur Spaltung des Vereins. Die Fußballer gründeten den SV Meppen, während die restlichen Abteilungen den TV 1912 Meppen gründeten.
In den ersten Jahren spielten die Fußballer auf der „Schülerwiese“, bevor der Verein 1924 den Sportplatz Lathener Straße bezog. Sportlich spielten die Meppener bis zum Ende des Zweiten Weltkrieges nur auf lokaler Ebene eine Rolle. Das Emsland galt als fußballerische Diaspora und stand im Schatten der Vereine aus Osnabrück. In den 1920er und 1930er Jahren gehörte der Verein bis 1933 dem Westdeutschen Spiel-Verband, anschließend dem Sportgau Niedersachsen und ab 1948 dem wieder gegründeten Norddeutschen Fußball-Verband an.
Nach dem Krieg machte eine mit zahlreichen Polen verstärkte Mannschaft den Verein in der Region bekannt. Nach einer Serie von 35 Spielen ohne Niederlage in Folge qualifizierte sich der SV Meppen 1947 für die neu eingeführte Landesliga Weser/Ems. Zwar wurde das entscheidende Qualifikationsspiel gegen Stern Emden mit 1:2 verloren, jedoch profitierten die Meppener davon, dass der qualifizierte TuS Lengerich in den westfälischen Verband wechselte.
Zwei Jahre konnte sich der SV Meppen in der Landesliga halten, bevor 1949 der Abstieg in die drittklassige Amateurliga 2 hingenommen werden musste. 1952 konnte die Amateurliga nur durch einen Sieg im Entscheidungsspiel gegen den TuS Haste 01 gehalten werden, ehe zwei Jahre später der Gang in die Bezirksliga Emsland erfolgte. Inzwischen war der SV Union Meppen die sportliche Nummer eins der Stadt. 1957 wurde der SVM Meister der Bezirksklasse Emsland und schaffte dadurch den Aufstieg in die Amateurliga 8.

### 1957–1979: Amateurligen
| Saison                | Liga                     | Level | Platz | Tore  | Punkte |
| --------------------- | ------------------------ | ----- | ----- | ----- | ------ |
| 1957/58               | Amateurliga 8            | III   | 06    | 69:48 | 30:24  |
| 1958/59               | Amateurliga 8            | III   | 04    | 76:47 | 33:23  |
| 1959/60               | Amateurliga 8            | III   | 05    | 68:62 | 30:24  |
| 1960/61               | Amateurliga 8            | III   | 01    | 96:46 | 48:12  |
| 1961/62               | AOL Niedersachsen-West   | II    | 14    | 74:84 | 26:34  |
| 1962/63               | AOL Niedersachsen-West   | II    | 06    | 65:34 | 38:22  |
| 1963/64               | AOL Niedersachsen-West   | III   | 02    | 85:32 | 42:14  |
| 1964/65               | Landesliga Niedersachsen | III   | 07    | 64:49 | 40:28  |
| 1965/66               | Landesliga Niedersachsen | III   | 09    | 68:73 | 33:35  |
| 1966/67               | Landesliga Niedersachsen | III   | 13    | 59:72 | 25:35  |
| 1967/68               | Landesliga Niedersachsen | III   | 01    | 62:44 | 40:20  |
| 1968/69               | Landesliga Niedersachsen | III   | 08    | 58:42 | 33:27  |
| 1969/70               | Landesliga Niedersachsen | III   | 05    | 79:51 | 38:22  |
| 1970/71               | Regionalliga Nord        | II    | 18    | 43:97 | 17:51  |
| 1971/72               | Landesliga Niedersachsen | III   | 02    | 61:40 | 39:21  |
| 1972/73               | Regionalliga Nord        | II    | 10    | 51:62 | 30:38  |
| 1973/74               | Regionalliga Nord        | II    | 08    | 55:54 | 38:34  |
| 1974/75               | Oberliga Nord            | III   | 03    | 61:36 | 41:27  |
| 1975/76               | Oberliga Nord            | III   | 06    | 56:49 | 37:31  |
| 1976/77               | Oberliga Nord            | III   | 13    | 51:54 | 30:38  |
| 1977/78               | Oberliga Nord            | III   | 17    | 31:59 | 22:46  |
| 1978/79               | Landesliga Niedersachsen | IV    | 01    | 83:27 | 46:14  |
| AOL = Amateuroberliga |                          |       |       |       |        |

Sportlich konnten sich die Meppener schnell in der Liga etablieren und belegten stets einstellige Tabellenplätze. In der Saison 1960/61 wurde der SVM nach einem langen Kopf-an-Kopf-Rennen mit dem TuS Lingen mit einem Punkt Vorsprung Meister der Amateurliga. Auch die anschließende Aufstiegsrunde wurde erfolgreich absolviert. Höhepunkt war ein 11:0-Sieg am 18. Juni 1961 gegen den TuS Heidkrug, bei dem Stürmer Gerd Sand sechs Tore erzielte. Sand erwies sich auch eine Klasse höher als treffsicher und hatte mit 33 Saisontoren am Klassenerhalt maßgeblichen Anteil.
Vom VfL Germania Leer wechselte Trainer Horst Witzler nach Meppen, unter dessen Regie es in den nächsten zwei Jahren sportlich aufwärtsging. In der Saison 1963/64 feierten die Meppener den Staffelsieg in der Amateuroberliga West. Im Entscheidungsspiel um den Staffelsieg konnte sich der SVM gegen den TSR Olympia Wilhelmshaven mit 1:0 durchsetzen. Das Spiel fand im Oldenburger Stadion Donnerschwee statt. Es folgten die Endspiele um die Niedersachsenmeisterschaft gegen die Amateure von Hannover 96. Trotz eines 3:1-Erfolgs im Hinspiel verloren die Meppener den Titel durch eine 1:5-Niederlage in Hannover. Der Aufstieg in die Regionalliga Nord wurde als Gruppendritter der Aufstiegsrunde verpasst. Der einzige Sieg der Runde war ein spektakulärer 6:5-Erfolg bei Leu Braunschweig.

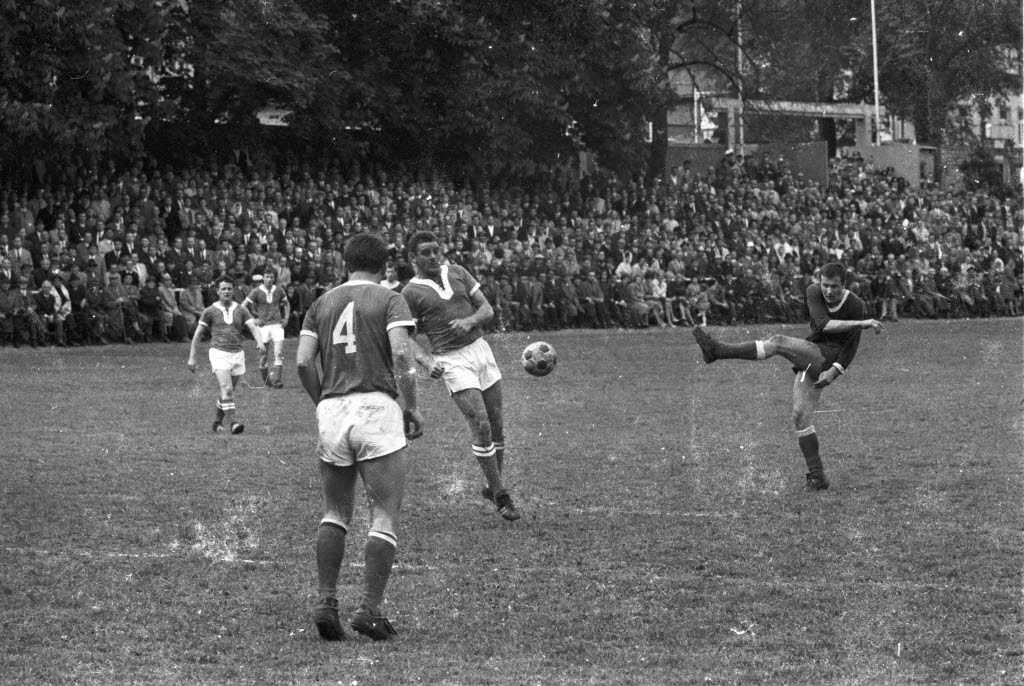
SV Friedrichsort gegen SV Meppen (1968)

In den folgenden Jahren war der Verein in der nun eingleisigen Landesliga Niedersachsen nur noch Mittelmaß. Mit dem ehemaligen Amateur-Nationalspieler Hermann Michel, der 1967 das Training übernahm, kehrte der Erfolg zurück. Gleich in seiner ersten Saison 1967/68 führte Michel die Mannschaft zur Niedersachsenmeisterschaft. Sie scheiterte jedoch erneut in der Aufstiegsrunde zur Regionalliga am TuS Celle.
1970 gelang schließlich unter kuriosen Umständen der Sprung in die Regionalliga. Als Tabellenfünfter durfte der SVM an der Aufstiegsrunde teilnehmen, weil die Amateurmannschaften von Eintracht Braunschweig (Meister) und Hannover 96 (Vierter) nicht durften. Ein 1:1 beim SC Sperber Hamburg am letzten Spieltag brachte den Meppenern den zweiten Platz in der Aufstiegsrunde. Um die Regionalliga wieder auf die Sollstärke von 18 Vereinen zu bringen, setzte der Norddeutsche Fußball-Verband eine zusätzliche Relegation an. Durch einen 5:1-Sieg am letzten Spieltag gegen den Polizei SV Bremen schaffte der SVM den Aufstieg mit einem Tor Vorsprung auf den ASV Bergedorf 85, bei dem die Meppener mit 0:2 unterlegen waren.
Infolge des späten Aufstiegs – die meisten Regionalligavereine hatten schon mit der Saisonvorbereitung begonnen, als Meppens Aufstieg feststand – konnten sich der SVM nicht ausreichend verstärken und mussten als Tabellenletzter die Regionalliga gleich wieder verlassen. Der Tiefpunkt der Saison war eine 1:9-Niederlage beim HSV Barmbek-Uhlenhorst. Auf Anhieb schaffte die Mannschaft den Wiederaufstieg. Die Entscheidung fiel erneut am letzten Spieltag, als der ASV Bergedorf 85 vor 10.000 Zuschauern mit 4:0 geschlagen wurde. Torjäger Gerd Sand beendete mit dem Aufstieg seine Karriere.
Der SV Meppen konnte sich nun in der Regionalliga etablieren. Unterstützt wurde der Verein dabei von dem Textilfabrikanten Hubert Niebuhr. Der achte Platz in der Saison 1973/74 reichte jedoch nicht für die neu eingeführte 2. Bundesliga, so dass der SVM in der Amateur-Oberliga Nord spielen musste. Ein Höhepunkt in dieser Zeit war ein Freundschaftsspiel gegen Ajax Amsterdam mit den Weltstars Johan Cruyff und Johan Neeskens vor 17.500 Zuschauern. Als Tabellendritter der Saison 1974/75 qualifizierten sich die Meppener erstmals für die deutsche Amateurmeisterschaft. Im Achtelfinale schied der SVM nur knapp gegen den Itzehoer SV aus. In den folgenden Jahren setzte eine sportliche Talfahrt ein. Ein Grund dafür war Niebuhrs Finanzpolitik, die einen hohen Schuldenberg hinterließ. 1978 beendeten die Meppener die Spielzeit als Vorletzter und mussten in die Landesliga Niedersachsen absteigen.
Der Abstieg erwies sich für den Verein als Glücksfall. Mit Hans-Dieter Schmidt wurde ein neuer Trainer verpflichtet, der die Jugendarbeit und die Professionalisierung der Vereinsstrukturen vorantrieb. Seine Vision, den SV Meppen in die 2. Bundesliga zu führen, wurde seinerzeit vom Vorstand als „Spinnerei“ abgetan. Mit sieben Punkten Vorsprung auf den Lüneburger SK wurde Meppen Meister und beendete die Aufstiegsrunde als Gruppenzweiter. Da mit dem OSV Hannover und dem OSC Bremerhaven zwei Nordvereine in die 2. Bundesliga aufstiegen und mit dem FC St. Pauli nur einer in die Oberliga abstieg, wurde ein Entscheidungsspiel um den dritten Aufsteiger fällig. Durch einen 4:1-Sieg über den VfR Neumünster gelang dem SVM der direkte Wiederaufstieg.

### 1979–1987: Oberliga Nord
| Saison  | Liga          | Level | Platz | Tore  | Punkte |
| ------- | ------------- | ----- | ----- | ----- | ------ |
| 1979/80 | Oberliga Nord | III   | 08    | 57:55 | 35:33  |
| 1980/81 | Oberliga Nord | III   | 04    | 78:45 | 46:22  |
| 1981/82 | Oberliga Nord | III   | 13    | 55:68 | 30:38  |
| 1982/83 | Oberliga Nord | III   | 07    | 49:61 | 37:31  |
| 1983/84 | Oberliga Nord | III   | 06    | 62:53 | 38:30  |
| 1984/85 | Oberliga Nord | III   | 05    | 76:60 | 38:30  |
| 1985/86 | Oberliga Nord | III   | 03    | 69:42 | 42:26  |
| 1986/87 | Oberliga Nord | III   | 01    | 70:37 | 45:19  |

Der SVM konnte sich nach dem Wiederaufstieg schnell in der drittklassigen Oberliga Nord etablieren. In der Saison 1979/80 qualifizierten sich die Meppener erstmals für den DFB-Pokal. Hier schied die Mannschaft in der ersten Runde bei den Amateuren des 1. FC Kaiserslautern aus. Ein Jahr später wurde der SVM schon Vierter der Oberliga. 1982 absolvierten die Meppener ein Freundschaftsspiel gegen den FC Barcelona. 18.500 Zuschauer sahen den ersten Auftritt des späteren Weltstars Diego Maradona in Europa. Mit dem Spiel gegen die von Trainer Udo Lattek betreuten Spanier wurden 130.000 Mark brutto erwirtschaftet, von denen 50.000 der FC Barcelona erhielt. Nach Abzug weiterer Kosten blieben dem SV Meppen 60.000 Mark Gewinn. Die Saison 1985/86 schloss die Mannschaft erneut als Tabellendritter ab. Bei der Amateurmeisterschaft 1986 scheiterten die Meppener in der ersten Runde unglücklich am VfR Bürstadt.
1987 wurde der SV Meppen unter Trainer Rainer Persike Meister der Oberliga Nord. Nach einem verpatzten Saisonstart lieferten sich die Meppener einen spannenden Zweikampf mit dem SV Arminia Hannover, der mit einem Punkt Vorsprung zugunsten der Emsländer ausging. Als Außenseiter schaffte die Mannschaft in der Aufstiegsrunde durch einen 4:2-Sieg am letzten Spieltag bei der SpVgg Erkenschwick den Sprung in die 2. Bundesliga. Dabei profitierten die Emsländer von der gleichzeitigen 1:3-Niederlage von Hertha BSC gegen den BVL 08 Remscheid. Der Aufstieg der mit Spielern aus der Region bestückten Mannschaft wurde in den Medien als „Wunder“ bezeichnet. Unter den 22 Spielern im Kader waren damals 19 gebürtige Emsländer.

### 1987–1998: 2. Bundesliga
| Saison  | Liga               | Level | Platz | Tore  | Punkte |
| ------- | ------------------ | ----- | ----- | ----- | ------ |
| 1987/88 | 2. Bundesliga      | II    | 14    | 55:72 | 34:42  |
| 1988/89 | 2. Bundesliga      | II    | 10    | 55:54 | 37:39  |
| 1989/90 | 2. Bundesliga      | II    | 11    | 47:57 | 36:40  |
| 1990/91 | 2. Bundesliga      | II    | 16    | 35:42 | 34:42  |
| 1991/92 | 2. Bundesliga Nord | II    | 06    | 36:37 | 30:34  |
| 1992/93 | 2. Bundesliga      | II    | 10    | 41:43 | 47:45  |
| 1993/94 | 2. Bundesliga      | II    | 07    | 48:52 | 39:37  |
| 1994/95 | 2. Bundesliga      | II    | 06    | 54:38 | 41:27  |
| 1995/96 | 2. Bundesliga      | II    | 10    | 45:43 | 44     |
| 1996/97 | 2. Bundesliga      | II    | 10    | 44:48 | 44     |
| 1997/98 | 2. Bundesliga      | II    | 18    | 35:61 | 27     |

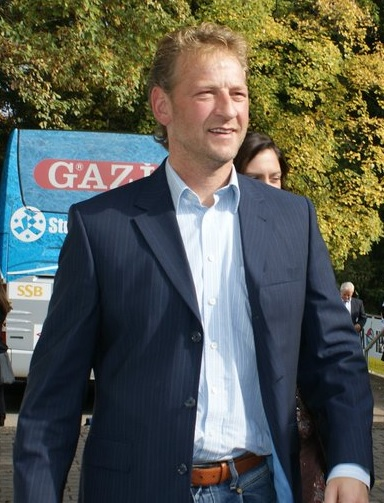
Reinhold Tattermusch, Spieler von 1984 bis 1989

Die aus finanziellen Gründen nur als Halbprofis auftretende Mannschaft konnte sich schnell in der 2. Bundesliga behaupten. Durch die couragierten Auftritte der Mannschaft und das begeisterungsfähige Publikum avancierte der SVM zu einem bundesweit beliebten Verein. Spottgesänge der gegnerischen Fans wie „Zieht den Meppenern die Gummistiefel aus!“ machte den Meppener Anhang eher stolz als wütend. Großen Anteil am Klassenerhalt hatten die zwei nachverpflichteten Zugänge, der US-Amerikaner Paul Caligiuri und der Finne Marko-Olavi Myyry. Mit Caligiuri stellte der SV Meppen 1990 einen WM-Teilnehmer.
Im DFB-Pokal 1990/91 drang die Mannschaft ins Achtelfinale vor, in dem mit einer knappen 0:1-Niederlage beim 1. FC Köln das Aus folgte. Vor Saisonbeginn kam Unruhe im Vereinsumfeld auf, nachdem Leistungsträger wie Myyry, Caligiuri und Reinhold Tattermusch verkauft und die Erlöse in den Ausbau des Stadions investiert worden waren. Folglich musste die Mannschaft lange um den Klassenerhalt kämpfen. 1991 übernahm Horst Ehrmantraut das Traineramt. Gleich in seiner ersten Spielzeit war der SVM für einige Wochen dank hochkarätiger Neuzugänge wie Damir Bujan Tabellenführer. Schließlich erreichte die Mannschaft den sechsten Platz in der Nordgruppe der damals kurzzeitig wieder zweigeteilten 2. Bundesliga. Ein Höhepunkt war ein 3:1-Sieg beim VfL Osnabrück.
Ehrmantraut führte seine Mannschaft Mitte der 1990er Jahre in die Spitzengruppe der 2. Bundesliga. Gleichzeitig wurde das Stadion für über 2,5 Millionen Mark modernisiert, die der Verein selbst stemmen musste. Der damalige niedersächsische Innenminister Gerhard Glogowski lehnte einen Landeszuschuss ab, während dessen Lieblingsverein Eintracht Braunschweig Zuschüsse für die Stadionmodernisierung erhielt. Bei der Zusammenstellung der Mannschaft wurde die Emslandpolitik zu den Akten gelegt, so dass in der Saison 1992/93 nur noch die halbe Mannschaft aus Einheimischen bestand.
Den sportlichen Zenit erreichte der SVM in der Saison 1994/95, als die Mannschaft monatelang gute Chancen auf den Aufstieg in die Bundesliga hatte. Die Stürmer Rainer Rauffmann und Jan Sievers erzielten 15 bzw. 14 Saisontore und im Emsland träumte man von einem Gastspiel des FC Bayern München. Eine Serie von vier Spielen ohne Sieg in der Schlussphase der Saison ließ die Bundesligaträume jedoch zerplatzen. Die 0:2-Niederlage beim 1. FC Nürnberg wurde vom Deutschen Fußball-Bund für Meppen als gewonnen gewertet, da die Nürnberger vier statt der damals erlaubten drei ausländischen Spieler eingesetzt hatten.
Ein Jahr später sorgten die Meppener in der zweiten Runde des DFB-Pokals für eine große Überraschung, als sie den Bundesligisten Eintracht Frankfurt mit 6:1 schlugen. Durch die Investitionen in das Stadion konnte der Verein jedoch nicht ausreichend Geld in die Mannschaft investieren, so dass der SVM sportlich zurückfiel. Letzter Höhepunkt der Zweitliga-Ära war eine 6:7-Niederlage beim 1. FC Kaiserslautern am letzten Spieltag der Saison 1996/97. Es war das torreichste Spiel der Zweitligageschichte. Die Saison 1997/98 brachte schließlich das Ende der Meppener in der Zweiten Liga. Eine Serie von elf Spielen ohne Sieg brachte die Mannschaft in die Abstiegsränge, die sie nicht mehr verlassen sollte. Auch Trainer Wolfgang Rolff, der im Dezember 1997 Paul Linz ablöste, schaffte keine Wende. Der SVM stieg schließlich als Tabellenletzter ab.

Eintrittskarte des SV Meppen in der 2. Liga, 1997/98 gegen Fortuna Düsseldorf

### 1998–2011: Amateurligen
| Saison    | Liga                    | Level | Platz | Tore  | Punkte |
| --------- | ----------------------- | ----- | ----- | ----- | ------ |
| 1998/99   | Regionalliga Nord       | III   | 11    | 42:46 | 45     |
| 1999/2000 | Regionalliga Nord       | III   | 11    | 57:57 | 41     |
| 2000/01   | OL Niedersachsen/Bremen | IV    | 11    | 52:49 | 46     |
| 2001/02   | OL Niedersachsen/Bremen | IV    | 04    | 68:42 | 66     |
| 2002/03   | OL Niedersachsen/Bremen | IV    | 08    | 51:37 | 54     |
| 2003/04   | OL Niedersachsen/Bremen | IV    | 08    | 49:44 | 53     |
| 2004/05   | Oberliga Nord           | IV    | 03    | 64:25 | 74     |
| 2005/06   | Oberliga Nord           | IV    | 08    | 51:47 | 46     |
| 2006/07   | Oberliga Nord           | IV    | 04    | 51:34 | 56     |
| 2007/08   | Oberliga Nord           | IV    | 08    | 58:49 | 53     |
| 2008/09   | OL Niedersachsen-West   | V     | 04    | 95:51 | 65     |
| 2009/10   | OL Niedersachsen-West   | V     | 07    | 52:47 | 43     |
| 2010/11   | OL Niedersachsen        | V     | 01    | 87:38 | 80     |

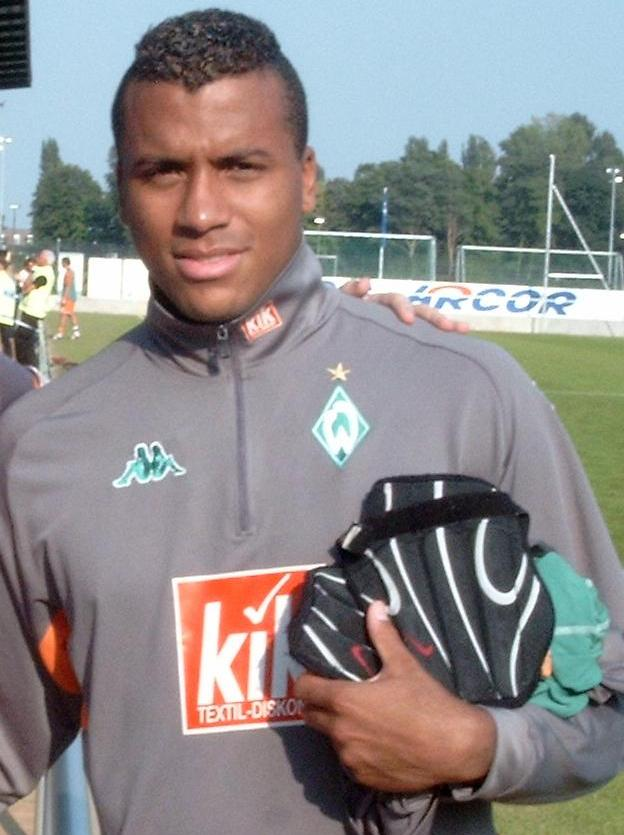
Schoss den SV Meppen wieder in die Viertklassigkeit; Francis Banecki

Mit großem finanziellen Aufwand sollte mit einer international besetzten Mannschaft der direkte Wiederaufstieg erreicht werden. Dieser wurde mit dem elften Platz in der Regionalligasaison 1998/99 jedoch weit verfehlt. Trainer Mirko Votava wurde durch Rainer Persike ersetzt, der schließlich von Theo Bücker abgelöst wurde. Auch in der folgenden Saison wurden die Meppener lediglich Elfter und verpassten dadurch die Qualifikation für die ab 2000 zweigleisige Regionalliga. Einziger Lichtblick in dieser Zeit war das Pokalspiel gegen Bayern München vor 16.500 Zuschauern, das mit einer 1:4-Niederlage endete.
Selbst in der viertklassigen Oberliga Niedersachsen/Bremen musste die Mannschaft lange Zeit um den Klassenerhalt bangen. Zwar konnte sie sich sportlich stabilisieren, jedoch führten Verbindlichkeiten in Höhe von 1,6 Millionen Euro dazu, dass der Verein 2001 die Insolvenz beantragen musste. Mit einer neu formierten Mannschaft um den Rückkehrer Andreas Helmer spielten die Meppener in der Saison 2001/02 in der Spitzengruppe. Da die notwendigen Lizenzierungsunterlagen zu spät eingereicht wurden, verweigerte der DFB den Meppenern aus formalen Gründen die Regionalligalizenz.
2004 qualifizierte sich der SVM für die wieder eingleisige Oberliga Nord. Nach einem Fehlstart in die Spielzeit konnte die Mannschaft nach einem 5:0-Sieg am letzten Spieltag beim FC Oberneuland den zur Qualifikation nötigen achten Platz erringen und den ärgsten Konkurrenten VfB Oldenburg in die Fünftklassigkeit schicken. Nach einem guten dritten Platz in der Saison 2004/05, in der ein 8:1-Sieg beim FT Eider Büdelsdorf gelang, rutschte der SVM wieder ins Mittelfeld der Tabelle. Ein Jahr später wurde die Qualifikation für die dreigleisige Regionalliga verpasst, wodurch der SV Meppen in die fünftklassige Oberliga Niedersachsen-West abstieg. Am letzten Spieltag kamen die Meppener beim Meister Holstein Kiel nicht über ein 1:1 hinaus, während Konkurrent VfB Oldenburg den SV Henstedt-Rhen bezwang. Oldenburg wurde mit dem besseren Torverhältnis gegenüber Meppen Siebter und nahm, da der Sechste TuS Heeslingen keine Lizenz erhielt, an der Relegationsrunde zur Regionalliga teil.
Zu dieser Zeit nahm der österreichische Getränkehersteller Red Bull Kontakt zu dem Verein auf, um in ihn zu investieren. Für Investitionen in den Verein verlangte Red Bull eine Mehrheit von 50+1 Prozent sowie eine Änderung des Vereinsnamens, des Vereinswappens und der Vereinsfarben. Der SV Meppen lehnte die Forderungen ab. Nach einem guten Start in die Saison 2009/10 folgte eine sportliche Talfahrt; am 15. Dezember 2009 übernahm Rainer Persike den Posten des Sportlichen Leiters. Er führte die Mannschaft 2010 in die eingleisige Oberliga Niedersachsen. Zur Saison 2010/11 übernahm Johann Lünemann das Traineramt. Unter seiner Führung sicherte sich die Mannschaft nach einer starken Rückrunde vorzeitig den Meistertitel und den Aufstieg in die Regionalliga.

### 2011–2017: Regionalliga Nord

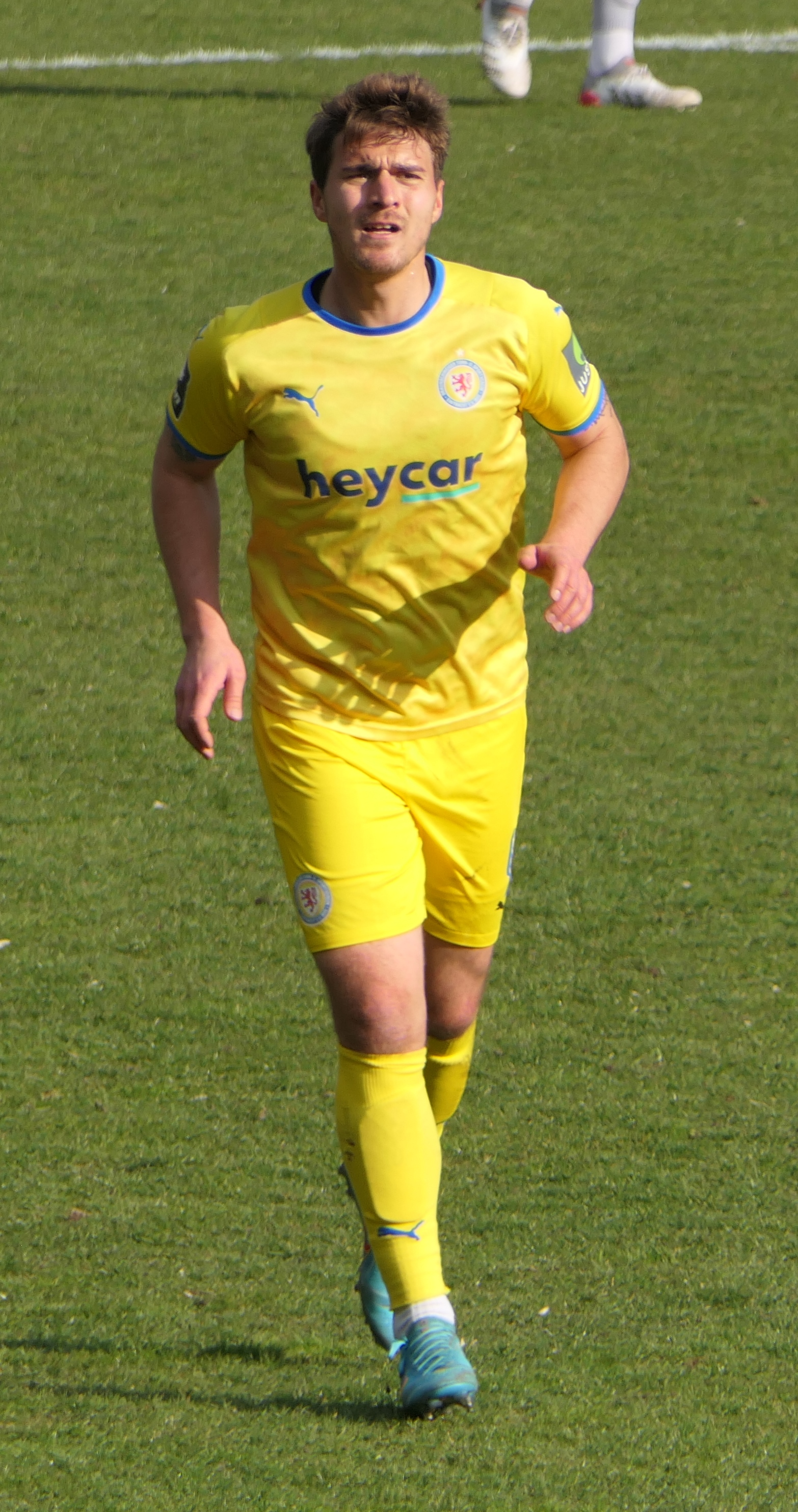
Benjamin Girth war Torschützenkönig der
Regionalliga Nord 2016/17

| Saison  | Liga              | Level | Platz | Tore  | Punkte |
| ------- | ----------------- | ----- | ----- | ----- | ------ |
| 2011/12 | Regionalliga Nord | IV    | 12    | 38:56 | 38     |
| 2012/13 | Regionalliga Nord | IV    | 11    | 41:51 | 34     |
| 2013/14 | Regionalliga Nord | IV    | 04    | 57:42 | 59     |
| 2014/15 | Regionalliga Nord | IV    | 08    | 50:47 | 49     |
| 2015/16 | Regionalliga Nord | IV    | 05    | 57:41 | 55     |
| 2016/17 | Regionalliga Nord | IV    | 01    | 81:35 | 79     |

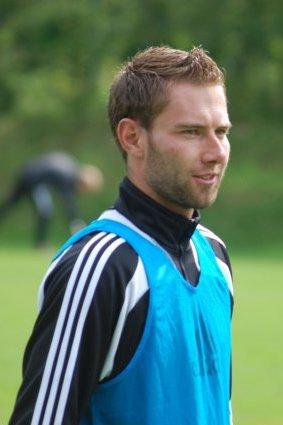
Seit Beginn des Jahrtausends erzielte Michael Holt in Punktspielen die zweitmeisten Tore.

Nach dem Aufstieg in die Regionalliga Nord war der SV Meppen erstmals seit elf Jahren wieder über die Landesgrenzen hinaus auf der deutschen Fußball-Landkarte vertreten. Zur Saison 2011/12 nahm man mit Michael Holt vom Wuppertaler SV und René Wessels vom SC Veendam zwei altbekannte Gesichter unter Vertrag. Mit ihnen wollte sich der SV Meppen in der Regionalliga etablieren. Am 25. März 2012 wurde Trainer Johann Lünemann entlassen und vom bisherigen sportlichen Leiter Rainer Persike als Interimstrainer bis Saisonende ersetzt. Am Ende der Regionalligasaison 2011/12 wurde der zwölfte Platz erreicht. Zur Saison 2012/13 übernahm Heiko Flottmann das Traineramt. Anlässlich des 100-jährigen Vereinsjubiläums spielte der Verein am 11. Juli 2012 gegen Borussia Dortmund. Der amtierende Deutsche Meister geriet zwar mit 0:1 in Rückstand, konnte das Spiel aber noch mit 2:1 gewinnen.
Zur Saison 2013/14 wechselte Christian Neidhart als sportlicher Leiter zum SV Meppen und wurde Nachfolger von Rainer Persike. Am 26. Mai 2013 wurde Trainer Heiko Flottmann entlassen, dessen Position Neidhart ebenfalls übernahm. Neidhart führte die Meppener in der Saison 2013/14 auf Platz vier. Am 6. April 2015 wurde das Halbfinale des NFV-Pokals gegen den Lüneburger SK Hansa mit 2:1 gewonnen und somit stand der SV Meppen erstmals seit 16 Jahren wieder im DFB-Pokal, wo man in Runde eins auf den 1. FC Köln traf und 0:4 verlor. In der Saison 2016/17 erreichte der SV Meppen als Meister der Regionalliga Nord die Relegationsspiele um den Aufstieg in die 3. Liga. Gegner war der SV Waldhof Mannheim aus der Regionalliga Südwest. Hier konnte man sich nach zwei torlosen Remis knapp mit 4:3 i. E. durchsetzen und stieg auf.

### 2017–2023: 3. Liga
| Saison  | Liga    | Level | Platz | Tore  | Punkte |
| ------- | ------- | ----- | ----- | ----- | ------ |
| 2017/18 | 3. Liga | III   | 07    | 50:47 | 58     |
| 2018/19 | 3. Liga | III   | 13    | 48:53 | 47     |
| 2019/20 | 3. Liga | III   | 07    | 69:57 | 58     |
| 2020/21 | 3. Liga | III   | 17    | 37:61 | 41     |
| 2021/22 | 3. Liga | III   | 12    | 47:60 | 47     |
| 2022/23 | 3. Liga | III   | 17    | 43:65 | 37     |

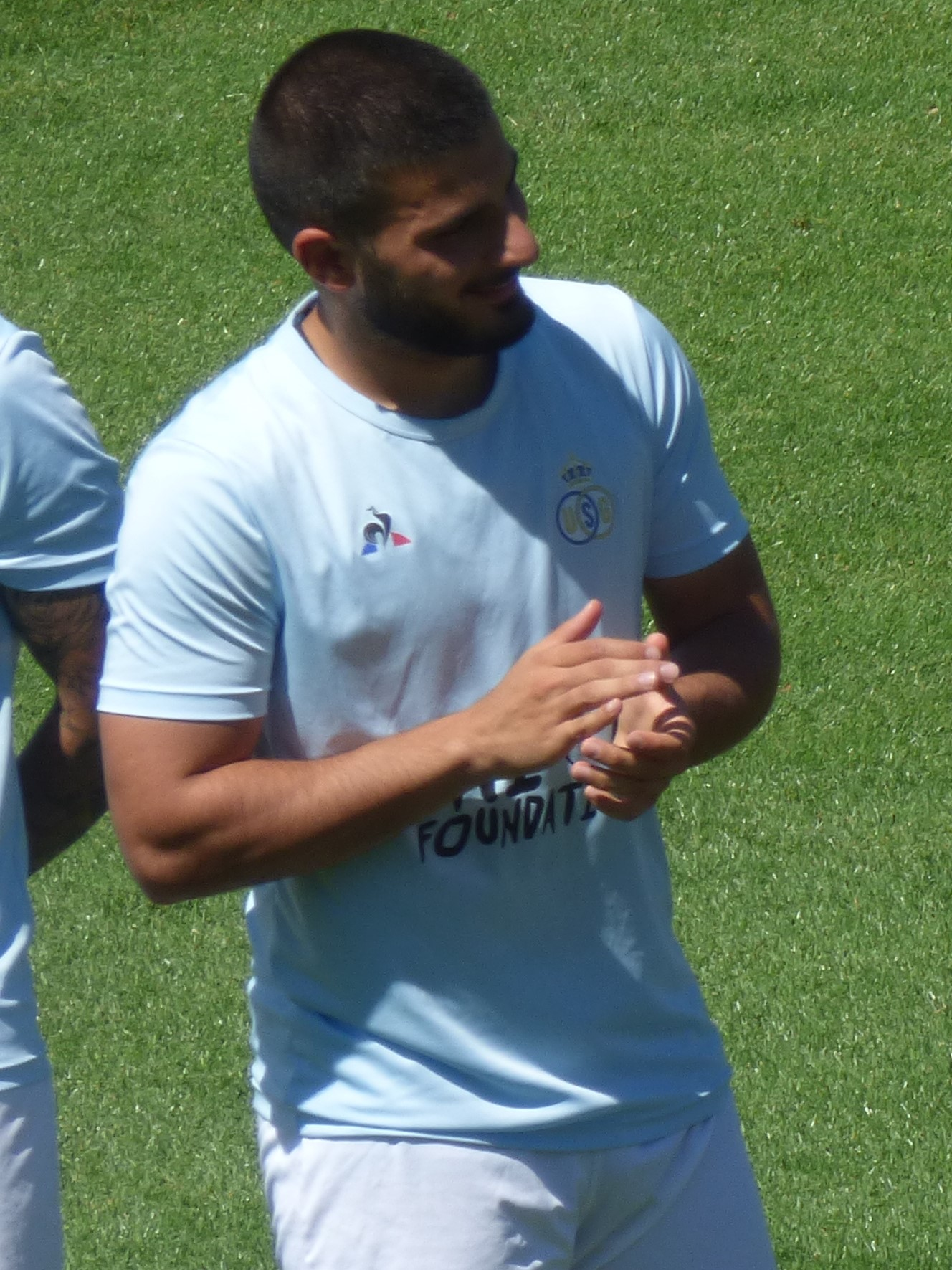
3. Platz bei der Wahl zum Drittligaspieler der Saison 2019/20; Deniz Undav

Mit dem Aufstieg in die 3. Liga zur Saison 2017/18 nahm der SV Meppen den Ex-Nationalspieler Ronald Maul als Geschäftsführer unter Vertrag. Zudem wurde das Stadion durch umfangreiche Baumaßnahmen für die neue Spielklasse aufgewertet, auch um Auflagen des DFB zu erfüllen. Die Nordtribüne wurde begradigt, Holzbänke durch Sitzschalen ersetzt, die Videoüberwachung ausgebaut und Kontrollbereiche erweitert. Nachdem der SV Meppen die erste Saison in der höheren Spielklasse mit 58 Punkten auf dem 7. Platz beendete, wurde zusätzlich eine Rasenheizung und eine neue Flutlichtanlage installiert. Insgesamt investierten die Stadt Meppen und der Landkreis Emsland mehr als vier Millionen Euro in die Hänsch-Arena. 2019 erreichten die Meppener erneut das Endspiel um den Niedersachsenpokal, verloren dieses allerdings bei der SV Drochtersen/Assel mit 0:1 und verpassten die Qualifikation für den DFB-Pokal.
In der Saison 2019/20 spielte man bis zur Unterbrechung aufgrund der COVID-19-Pandemie um den Aufstieg in die 2. Bundesliga mit. Nach dem Restart konnte man aber nicht mehr an die Leistungen anknüpfen und belegte am Saisonende den siebten Tabellenplatz. Nachdem der SV Meppen mit Benjamin Girth, Nick Proschwitz und Deniz Undav in drei aufeinander folgenden Jahren jeweils den Top-Torjäger ziehen lassen musste, verließ auch Trainer Neidhart zur Saison 2020/21 nach sieben Jahren den Verein.
Im Juli 2020 wurde bekannt, dass der Ex-Nationalspieler Torsten Frings neuer Cheftrainer wird. Nach einem schwachen Start in die Saison, und der zwischenzeitliche Absturz auf den letzten Tabellenplatz, gelang dem SV Meppen gegen Ende des Jahres 2020 eine Serie von vier Spielen hintereinander ohne Gegentor. Nachdem man 17 von 31 Ligaspielen verloren und sich die meiste Zeit im Abstiegskampf befunden hatte, trennte sich der Verein von Frings im Anschluss an den 31. Spieltag nach zuletzt sechs Zählern aus sieben Partien.
Neuer Cheftrainer wurde Rico Schmitt. Unter Schmitt stieg der SV Meppen auf dem 17. Platz sportlich in die Regionalliga Nord ab. Da der KFC Uerdingen 05 keine Lizenz für die Saison 2021/22 erhielt, verblieb der SV Meppen in der 3. Liga. Im Niedersachsenpokal 2020/21 gewann der SV Meppen am 29. Mai 2021 im Eilenriedestadion in Hannover das Finale gegen die SV Drochtersen/Assel mit 6:5 nach Elfmeterschießen und konnte damit zum zweiten Mal in der Vereinsgeschichte den Sieg des niedersächsischen Landespokals erreichen.
In der 1. Runde des DFB-Pokal 2021/22 musste man sich knapp Hertha BSC mit 0:1 geschlagen geben.

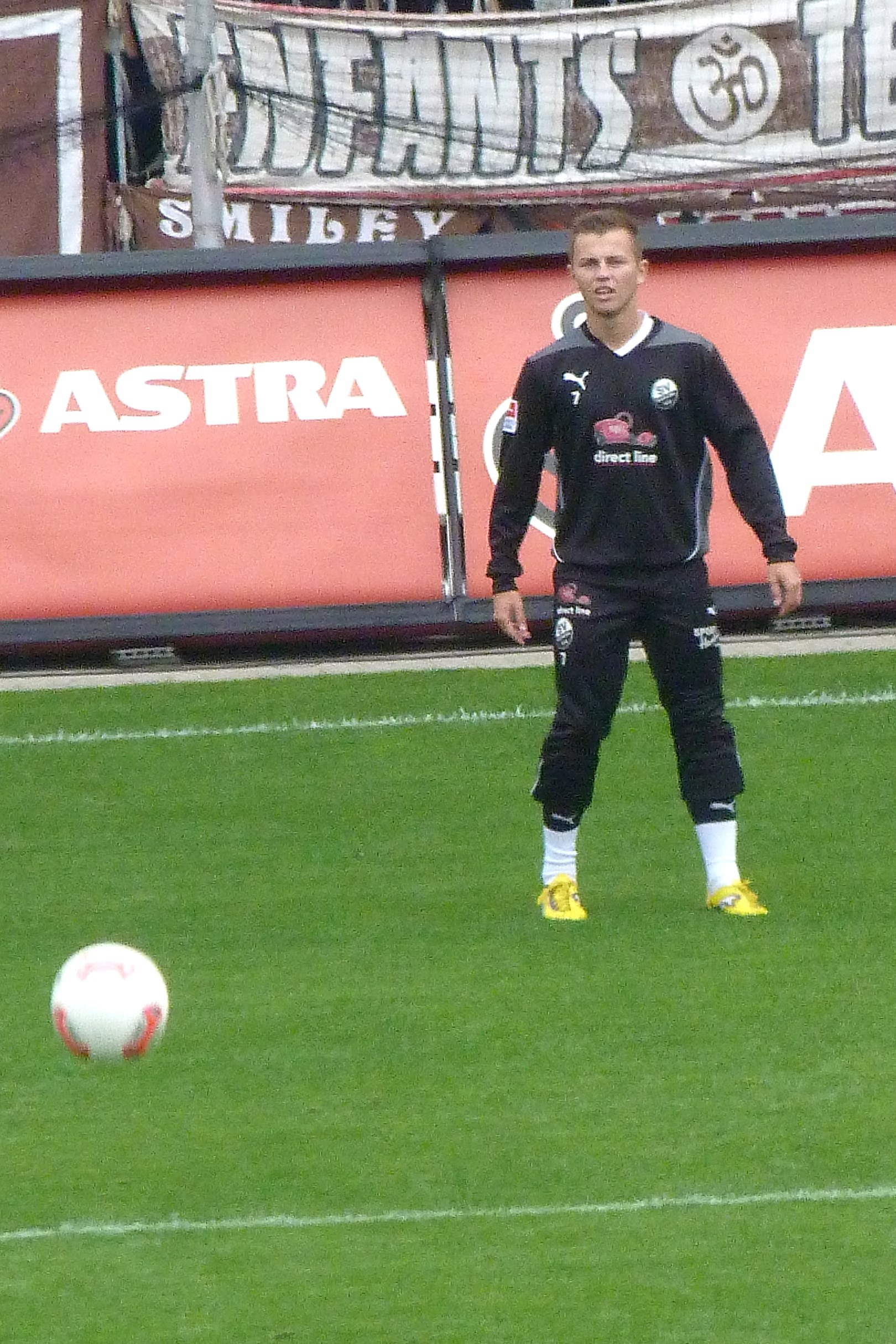
David Blacha schoss das Tor des Monats im Oktober 2021

Nachdem man in der Hinrunde 21/22 zwischenzeitlich auf dem zweiten Platz lag, schloss man die Saisonhalbzeit auf Rang fünf ab, und hatte damit die beste Hinrunden-Platzierung seit dem Drittliga-Aufstieg.
Das Jahr 2021 schloss man auf dem Relegationsplatz ab.

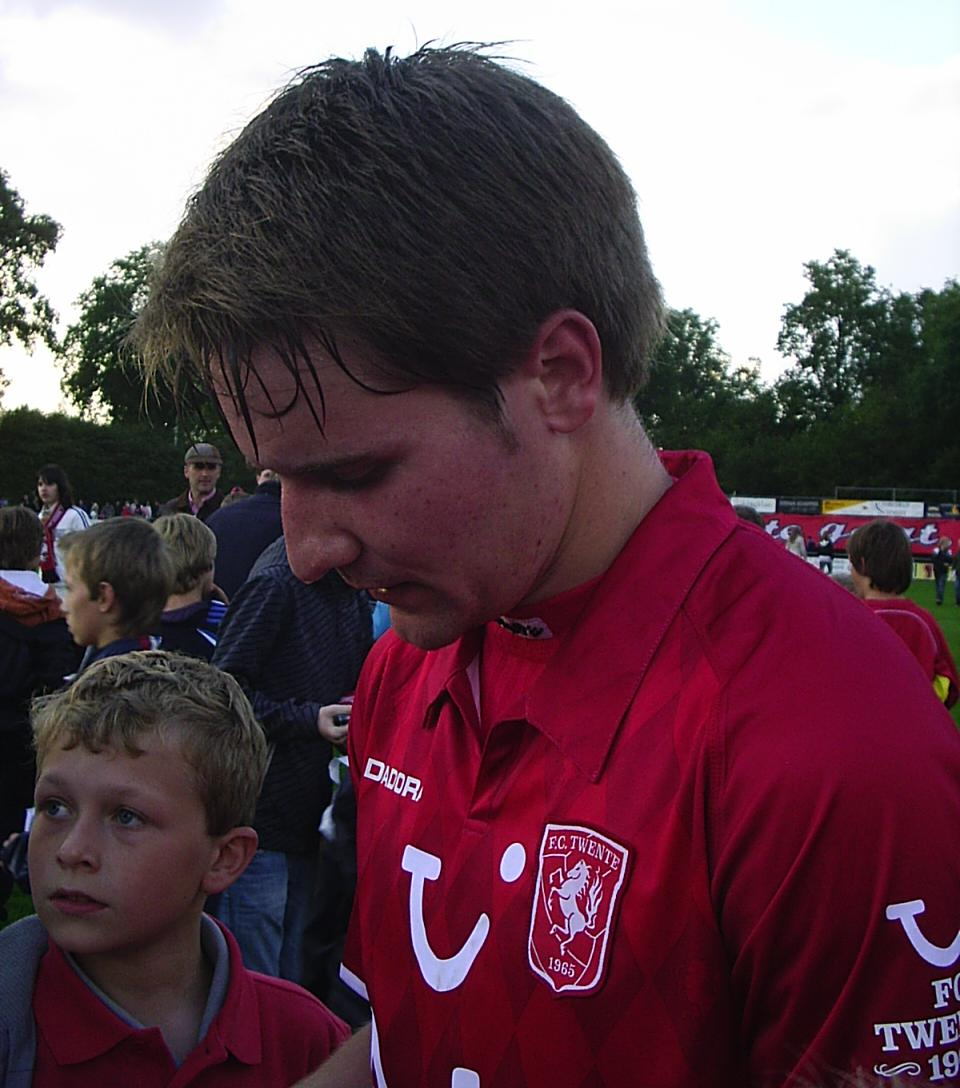
Thilo Leugers war Kapitän und Publikumsliebling in seiner Zeit beim SVM von 2016 bis 2022

Doch ab Januar 2022 folgte ein massiver Leistungseinbruch. Bis Anfang Mai blieb man in 14 von 15 Ligaspielen sieglos. Tiefpunkt bildete hierbei eine 0:3-Niederlage beim Schlusslicht TSV Havelse. Am Ende der Saison belegte man den 12. Tabellenplatz.
Im Niedersachsenpokal 2021/22 ließ man den VfL Osnabrück und den VfV 06 Hildesheim hinter sich und erreichte erneut das Finale, dort unterlag man aber dem BSV Rehden mit 0:1 und zog damit nicht in den DFB-Pokal ein.
Am Saisonende trennte man sich von Trainer Schmitt. Sein Nachfolger wurde Stefan Krämer. Dieser wurde nach dem 25. Spieltag freigestellt, als man auf dem letzten Platz stand und 4 Punkte Rückstand auf einen Nicht-Abstiegsplatz hatte. Als Nachfolger wurde Ernst Middendorp verpflichtet.
Middendorp konnte den Abstieg aber nicht verhindern, so dass man am Ende auf dem 17. Platz landete und so nach sechs Jahren wieder den Gang in die viertklassige Regionalliga Nord antreten musste.

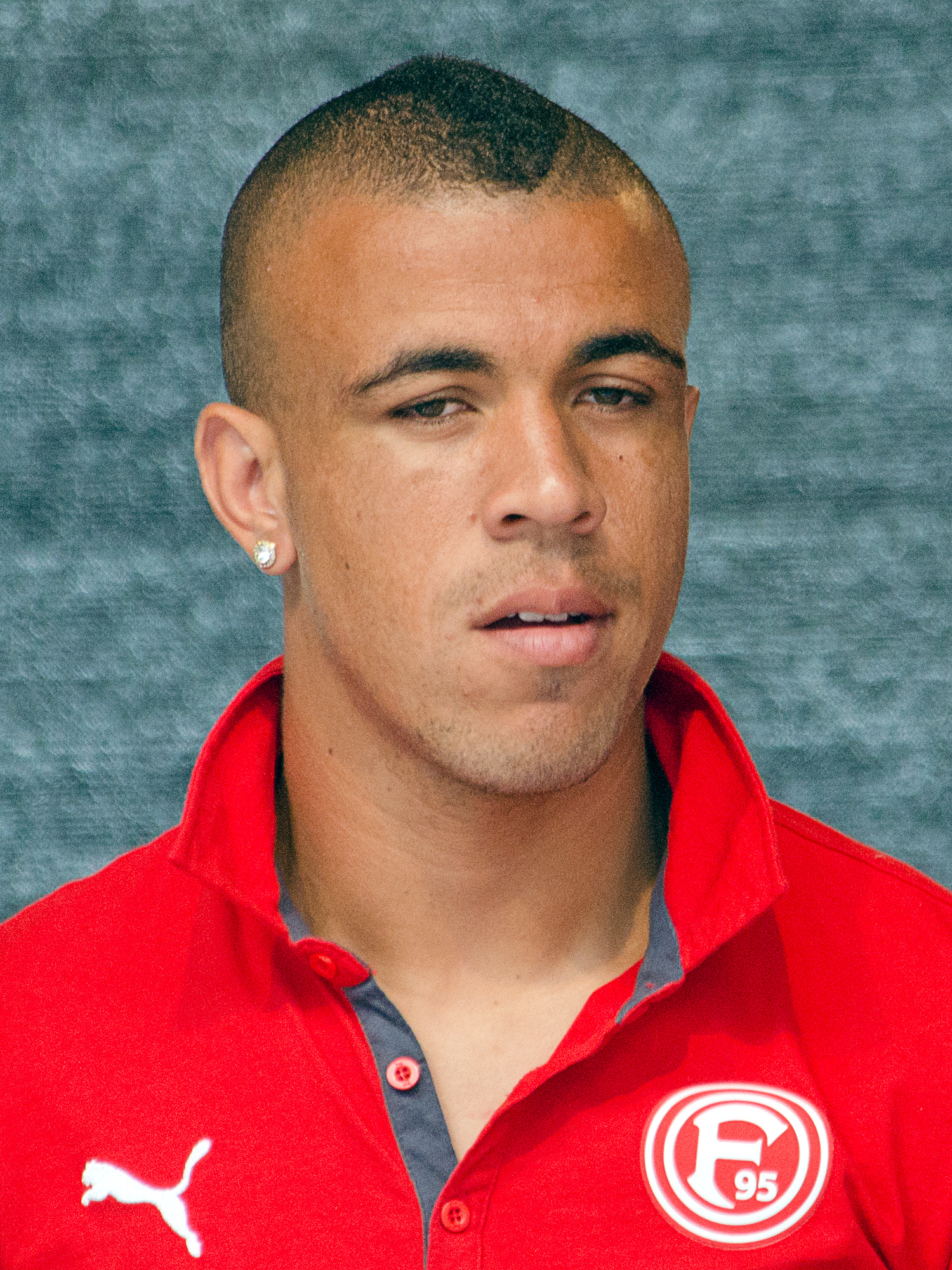
Leistungsträger und Publikumsliebling in der letzten 3. Liga Rückrunde; Bruno Soares

### Seit 2023: Regionalliga Nord
| Saison  | Liga              | Level | Platz | Tore  | Punkte |
| ------- | ----------------- | ----- | ----- | ----- | ------ |
| 2023/24 | Regionalliga Nord | IV    | 02    | 74:39 | 71     |
| 2024/25 | Regionalliga Nord | IV    | 06    | 66:39 | 54     |

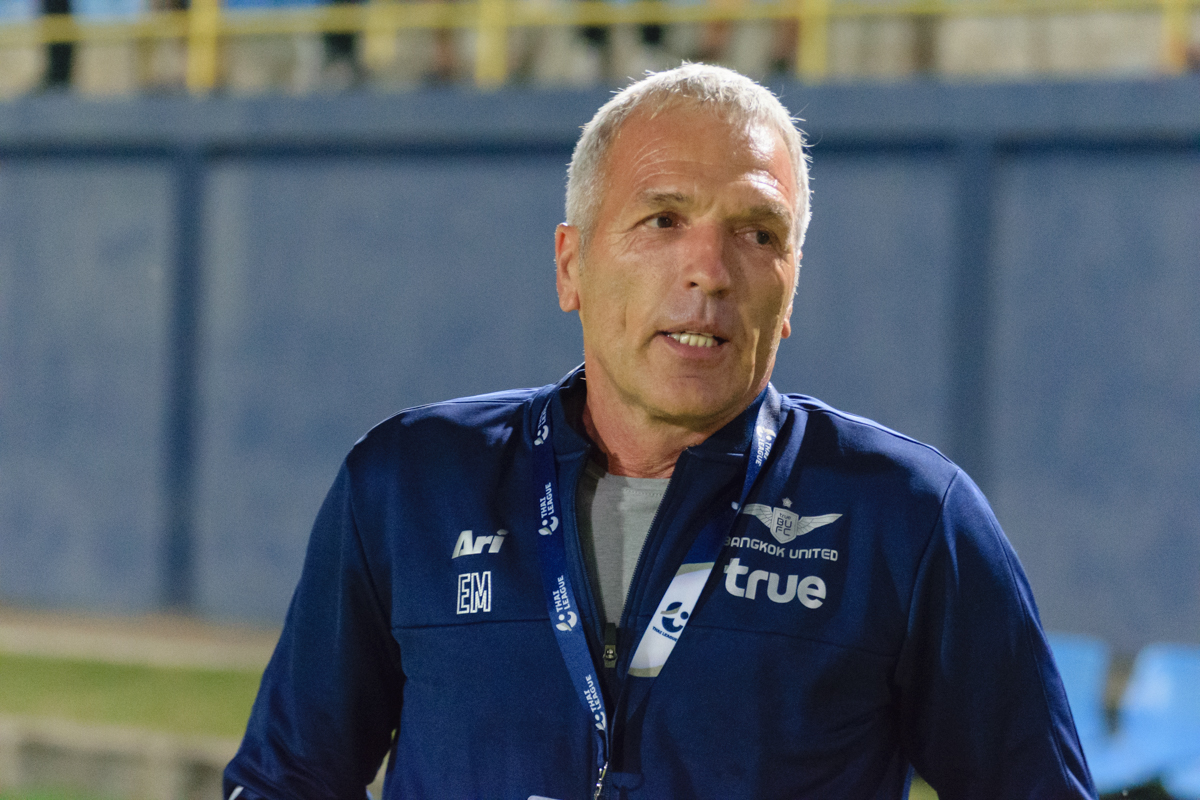
Architekt des Umbruchs nach dem Abstieg aus der 3. Liga; Ernst Middendorp

Nach dem Abstieg aus der 3. Liga wurde der komplette Kader ausgetauscht, am Ende standen 27 Abgänge und 20 Neuzugänge zu Buche. Am 16. August 2023 trat Trainer und sportlicher Leiter Ernst Middendorp nach einer Niederlage beim SSV Jeddeloh II mit sofortiger Wirkung zurück, die Art und Weise des Rücktritts rief bundesweites Medienecho hervor. Unter dem Nachfolger Adrian Alipour sicherte man sich den Niedersachsenpokal sowie den zweiten Platz in der Regionalliga Nord. Nach einem stockenden Saisonstart 2024/2025 entließ man Adrian Alipour und installierte Lucas Beniermann als neuen Cheftrainer.

## Kader

### Kader der Saison 2025/26
Stand: 25. Juli 2025
| Nr.        | Nat.                    | Spieler           | Geboren       | Im Verein seit | Letzter Verein                  |
| ---------- | ----------------------- | ----------------- | ------------- | -------------- | ------------------------------- |
| Tor        |                         |                   |               |                |                                 |
| 01         | Deutschland             | Noah Oberbeck     | 14. März 2000 | 2025           | VfB Lübeck                      |
| 44         | Deutschland             | Julius Pünt       | 1. Apr. 2004  | 2019           | FC Schüttorf 09 (Jugend)        |
| Abwehr     |                         |                   |               |                |                                 |
| 02         | Deutschland             | Dominique Domröse | 12. Feb. 2002 | 2025           | SC Paderborn 07 II              |
| 03         | Deutschland             | Tobias Mißner     | 17. Feb. 2000 | 2023           | SV Elversberg                   |
| 05         | Deutschland             | Jonas Fedl        | 5. Feb. 1999  | 2021           | 1. FSV Mainz 05 II              |
| 15         | Deutschland             | Adrian Lenz       | 23. Okt. 2000 | 2024           | SC Spelle-Venhaus               |
| 19         | Deutschland             | Luis Sprekelmeyer | 15. Apr. 2002 | 2023           | VfL Osnabrück                   |
| 20         | Togo                    | Nikell Touglo     | 20. Nov. 2001 | 2024           | FC Viktoria 1889 Berlin         |
| 28         | Deutschland             | Jonas Goldenstein | 9. Dez. 2006  | 2025           | eigene Jugend                   |
| 30         | Deutschland             | Daniel Haritonov  | 14. Apr. 2000 | 2023           | BSV Rehden                      |
| 33         | Bosnien und Herzegowina | Stefan Rankić     | 13. Jan. 2001 | 2024           | Holstein Kiel II                |
| Mittelfeld |                         |                   |               |                |                                 |
| 06         | Deutschland             | Ersin Zehir       | 15. Jan. 1998 | 2025           | Eintracht Norderstedt           |
| 07         | Deutschland             | Oliver Schmitt    | 4. Juni 2000  | 2025           | 1. FC Köln                      |
| 08         | Deutschland             | Erik Zenga        | 18. Jan. 1993 | 2025           | MSV Duisburg                    |
| 13         | Deutschland             | Jonathan Wensing  | 5. Apr. 2004  | 2023           | SC Freiburg (Jugend)            |
| 14         | Deutschland             | Thorben Deters    | 20. Aug. 1995 | 2025           | Preußen Münster                 |
| 17         | Deutschland             | Mika Stuhlmacher  | 2. Nov. 2002  | 2024           | TSV Havelse                     |
| 22         | Deutschland             | Mika Hermann      | 16. Apr. 2006 | 2025           | eigene Jugend                   |
| 23         | Deutschland             | Niclas Wessels    | 14. Nov. 2004 | 2017           | SC Blau-Weiß Papenburg (Jugend) |
| 27         | Deutschland             | Lasse Zumdieck    | 25. Feb. 2005 | 2024           | eigene Jugend                   |
| 29         | Deutschland             | Malte Zumdieck    | 25. Feb. 2005 | 2024           | eigene Jugend                   |
| 40         | Deutschland             | Niclas Nadj       | 24. Dez. 2000 | 2025           | SC Paderborn 07                 |
| Sturm      |                         |                   |               |                |                                 |
| 10         | Deutschland             | Julian Ulbricht   | 16. Juni 1999 | 2025           | FC St. Pauli II                 |
| 11         | Deutschland             | Simon Engelmann   | 22. März 1989 | 2025           | SV Rödinghausen                 |
| 36         | Deutschland             | Amin Muja         | 28. Jan. 2006 | 2024           | eigene Jugend                   |

### Transfers der Saison 2025/26
Stand: 1. August 2025
| Zugänge | Abgänge |
| Sommerpause 2025 | Sommerpause 2025 |
| --- | --- |
| - Thorben Deters (Preußen Münster) - Simon Engelmann (SV Rödinghausen) - Niclas Nadj (SC Paderborn 07) - Noah Oberbeck (VfB Lübeck) - Oliver Schmitt (1. FC Köln II) - Julian Ulbricht (FC St. Pauli II) - Ersin Zehir (Eintracht Norderstedt) | - Willi Evseev (FSV Schöningen) - Marek Janssen (Rot-Weiss Essen) - Tim Möller (Karriereende) - Luca Prasse (Holstein Kiel) - Christopher Schepp (Rot-Weiß Oberhausen) - Bennet Schmidt (Hamburger SV II) - Leon Tasov (Preußen Münster; Leihende) |

### Trainerstab 2024/25

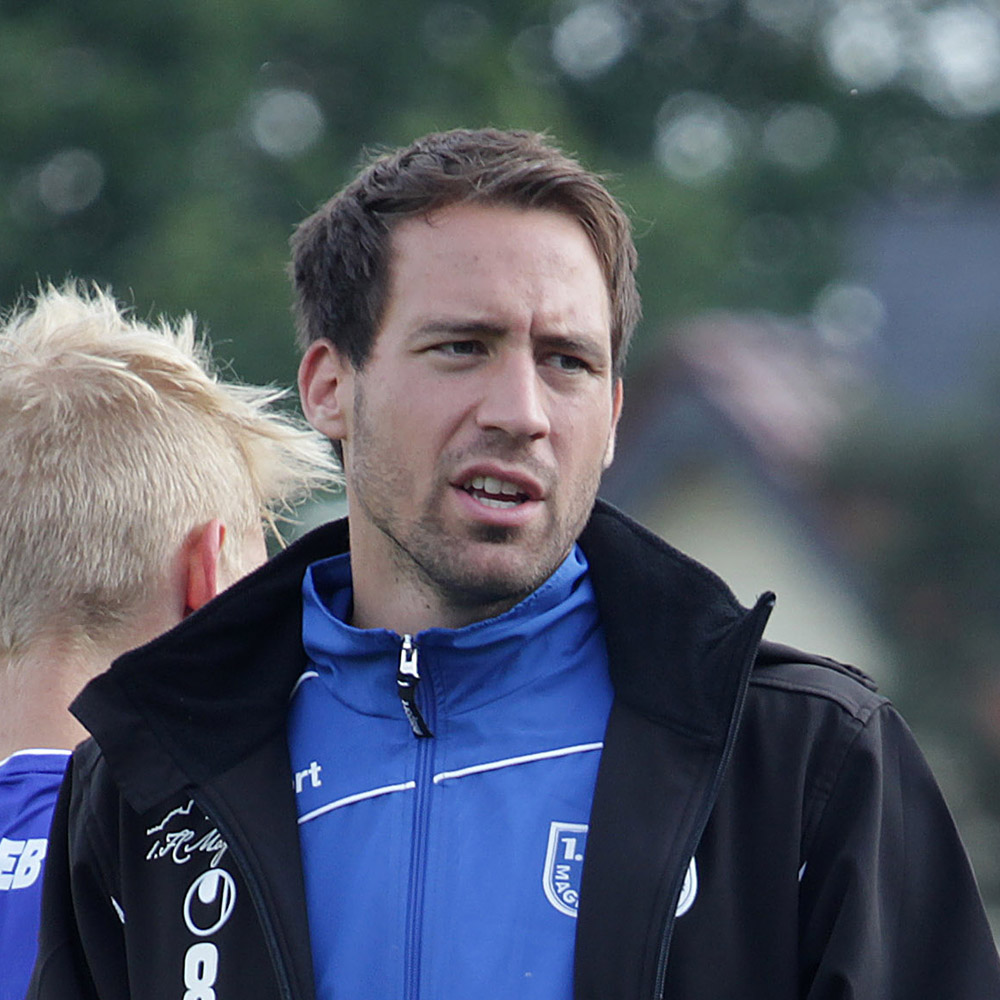
Co-Trainer Steffen Puttkammer

- Stand: 12. August 2024

| Name               | Funktion       |
| ------------------ | -------------- |
| Lucas Beniermann   | Cheftrainer    |
| Steffen Puttkammer | Co-Trainer     |
| Erik Domaschke     | Torwarttrainer |
| Jens Robben        | Videoanalyst   |

## Persönlichkeiten

### Ehemalige Spieler
Während der elfjährigen Zugehörigkeit zur 2. Bundesliga setzte der SV Meppen 75 Spieler ein. Robert Thoben ist mit 361 Einsätzen Rekordspieler und mit 63 Treffern Rekordtorschütze. Bei den Spielen folgen auf Robert Thoben Thomas Böttche (332 Spiele), Eckhard Vorholt (296 Spiele), Bernd Deters (276 Spiele) und Andreas Helmer (244 Spiele). Die nächsterfolgreichsten Torschützen hinter Robert Thoben sind Martin van der Pütten (48 Tore), Rainer Rauffmann (37 Tore), Eckhard Vorholt (31 Tore) und Marko Myyry (24 Tore). Die meisten Einsätze bei den Torhütern erreichten Manfred Kubik (130 Spiele), Stefan Brasas (124 Spiele) und Hermann Rülander (97 Spiele). Stefan Brasas erzielte dabei sogar ein Tor.

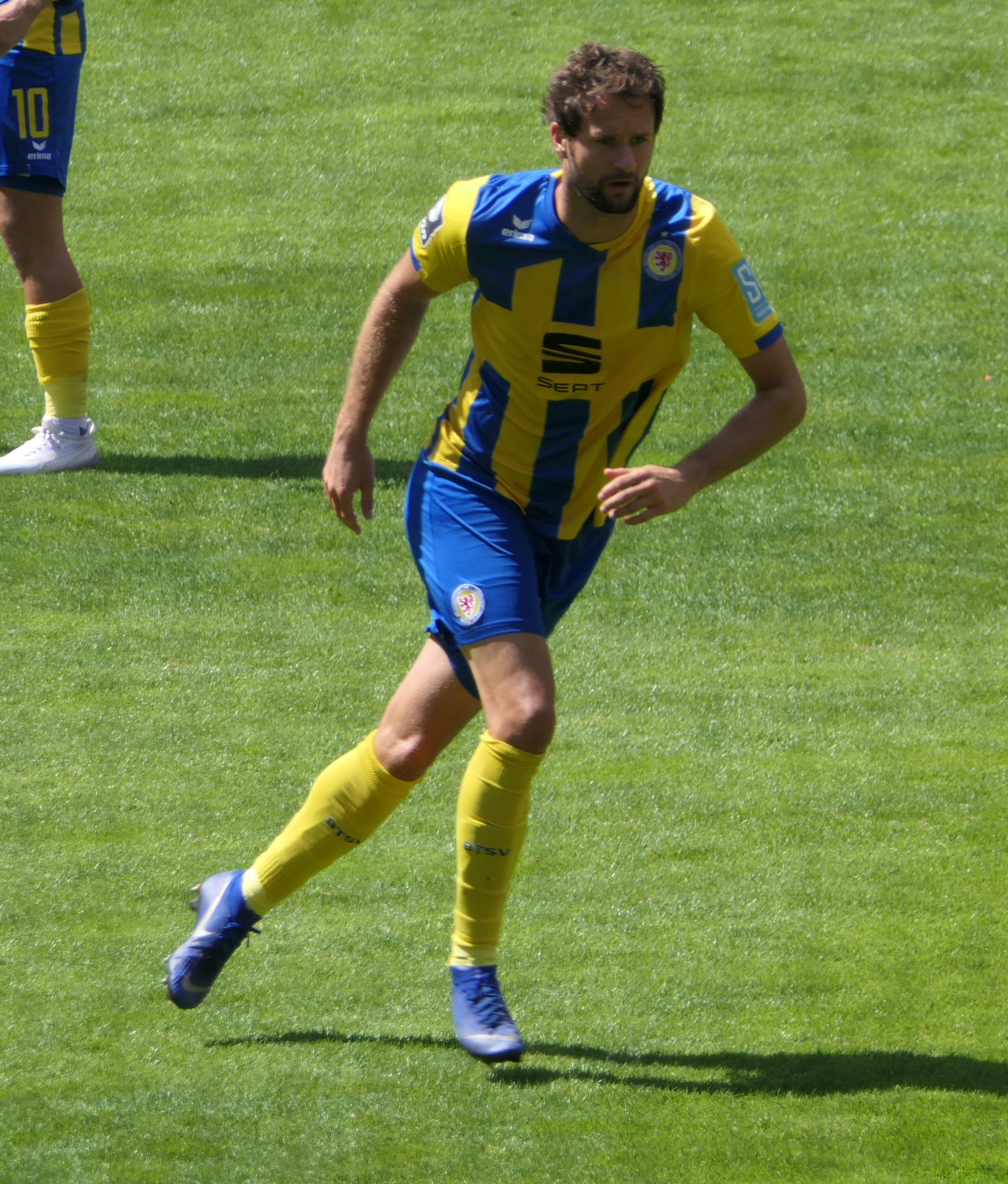
Nick Proschwitz

In der 3. Liga ist Luka Tankulic mit 31 Toren Rekordtorschütze, gefolgt von Deniz Undav (23 Tore), Benjamin Girth, Marius Kleinsorge (je 19 Tore) und Nick Proschwitz (14 Tore). Rekordspieler ist Erik Domaschke mit 176 Spielen nachfolgend von Markus Ballmert (170 Spiele), Steffen Puttkammer (138 Spiele), Luka Tankulic (135 Spiele) und René Guder (115 Spiele).
Mit Hilal El-Helwe (Libanon), Hassan Amin (Afghanistan), Paul Caligiuri (USA), Viktor Maier (Kirgisistan) und Marko-Olavi Myyry (Finnland) stellte der SV Meppen fünf A-Nationalspieler.
Während der Jahre im Amateurfußball wurde Gerd Sand zur Vereinslegende. Zwischen 1959 und 1972 lief er über 600 Mal für den SV Meppen auf und erzielte dabei über 500 Tore.

### Spieler mit den meisten Einsätzen und Toren
In der folgenden Tabelle sind alle Pflichtspiele und Pflichtspieltore für die erste Mannschaft des SV Meppen angegeben. Dies umfasst nur die Ligaspiele.(Stand: 21. Juli 2015)
| Einsätze | Einsätze        | Einsätze            | Einsätze |
| -------- | --------------- | ------------------- | -------- |
| 01       | Bernd Deters    | 1979–2000           | 524      |
| 02       | Robert Thoben   | 1984–1998           | 474      |
| 03       | Josef Menke     | 1980–1996           | 460      |
| 04       | Hubert Hüring   | 1969–1971 1972–1984 | 451      |
| 05       | Eckhard Vorholt | 1985–2000           | 369      |
| 06       | Gerd Sand       | 1959–1972           | 358      |
| 07       | Andreas Helmer  | 1990–1998 2001–2005 | 342      |
| 08       | Thomas Böttche  | 1987–1998           | 332      |
| 09       | Frank Faltin    | 1982–1995           | 332      |
| 10       | Helmut Heuing   | 1969–1981           | 297      |

| Tore | Tore                  | Tore                | Tore |
| ---- | --------------------- | ------------------- | ---- |
| 01   | Gerd Sand             | 1959–1972           | 294  |
| 02   | Josef Menke           | 1980–1996           | 113  |
| 03   | Martin van der Pütten | 1982–1994           | 112  |
| 04   | Hubert Hüring         | 1969–1971 1972–1984 | 107  |
| 05   | Gerd van Zoest        | 1954–1965           | 107  |
| 06   | Georg Rocks           | 1960–1970           | 097  |
| 07   | Heinz Tappel          | 1969–1977           | 095  |
| 08   | Robert Thoben         | 1984–1998           | 087  |
| 09   | Richard Hoge          | 1949–1955           | 076  |
| 10   | Christel Balzen       | 1965–1971           | 074  |

### Präsidenten
- 1912–1920: August Krapp
- 1920: Theodor Kevelaer
- 1920–1922: Kreisrat Lewald 2
- 1922–1926: August Krapp
- 1926–1931: Polizeileutnant Stucke 2
- 1931–1936: Josef Lienstromberg
- 1936–1938: Hermann Mertens
- 1938–1945: Hermann Kley
- 1946–1949: Josef Lienstromberg
- 1949–1951: Franz Hoffstadt
- 1951–1952: Ferdinand Tannen
- 1952–1954: Josef Westphalen
- 1954–1968: Hermann Wevers
- 1968–1970: Paul Kuzka
- 1970–1974: Hubert Niebuhr
- 1974–1998: Wolfgang Gersmann
- 1998–2001: Franz Quatmann
- 2001–2004: Frank Jehn
- 2004–2008: Reinhard Meiners
- seit 2008: Andreas Kremer

### Trainerhistorie

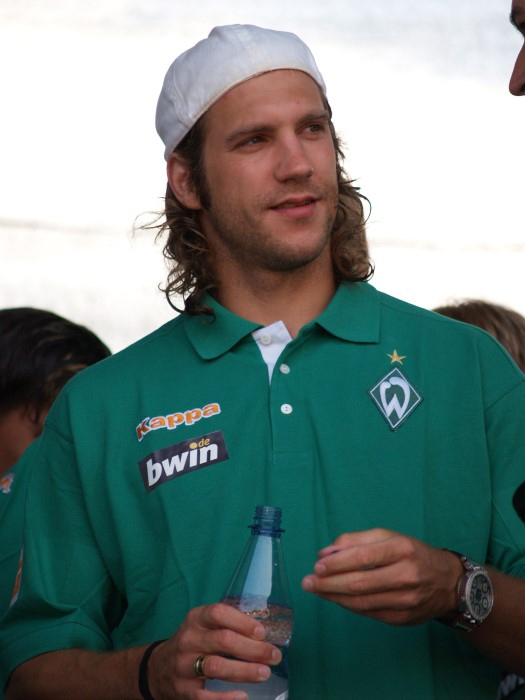
Torsten Frings war 274 Tage Cheftrainer des SVM

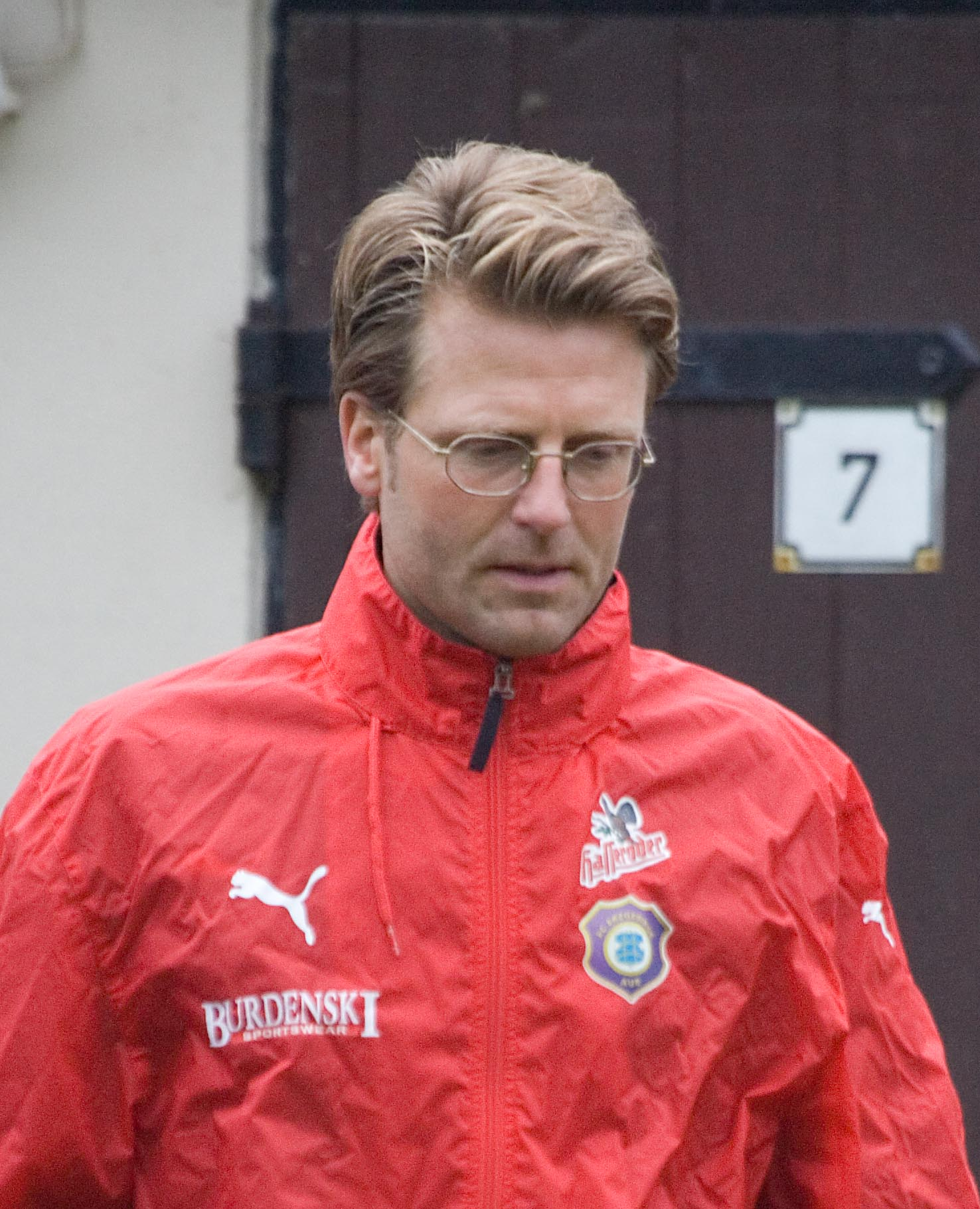
Unter der Leitung von Rico Schmitt spielte der Verein die beste Hinrunde in der 3. Liga

Seit 1956 beschäftigte der SV Meppen 33 Trainer und 5 Interimstrainer. Letztere sind in der folgenden Aufstellung durch kursive Schrift gekennzeichnet. Die längste Amtszeit konnte Rainer Persike für sich verbuchen, der von 1983 bis 1991 für acht Jahre das Training leitete. Hermann Michel sowie Christian Neidhart folgen mit sieben Jahren von 1967 bis 1974 bzw. 2013 bis 2020.
- Jul. 1956–Okt. 1957: Günther Richter
- Okt.–Nov. 1957–0000: Hans Heyduck
- Nov. 1957–Jun. 1959: August Opitz
- Jul. 1959–Jun. 1961: Gerd Timmer
- Jul. 1961–Jun. 1964: Horst Witzler
- Jul. 1964–Jun. 1965: Sandor Zele
- Jul. 1965–Mrz. 1966: Theo Otto
- Mrz. 1966–Jun. 1967: Gerd van Zoest
- Jul. 1967–Jun. 1974: Hermann Michel
- Jul. 1974–Jun. 1976: Klaus Basikow
- Jul. 1976–Apr. 1978: Hermann Michel
- Apr.–Jun. 1978–0000: Bernd Kugler
- Jul. 1978–Jun. 1983: Hans-Dieter Schmidt
- Jul. 1983–Jun. 1991: Rainer Persike
- Jul. 1991–Apr. 1996: Horst Ehrmantraut
- Apr. 1996–Dez. 1997: Paul Linz
- Dez. 1997–Jun. 1998: Wolfgang Rolff
- Jul. 1998–Apr. 1999: Miroslav Votava
- Apr.–Okt. 1999–0000: Rainer Persike
- Okt. 1999–Jun. 2000: Theo Bücker
- Jul. 2000–Jun. 2002: Alfons „Alo“ Weusthof
- Jul. 2002–Aug. 2003: Andreas Helmer
- Aug. 2003–Jan. 2004: Jens Friedemann
- Jan. 2004–Jun. 2005: Georg Belke
- Jul. 2005–Okt. 2007: Alfons „Alo“ Weusthof
- Okt. 2007–Jun. 2009: Hubert Hüring
- Jul.–Dez. 2009–0000: Frank Claaßen
- Dez. 2009–Jun. 2010: Hubert Hüring
- Jul. 2010–Mrz. 2012: Johann Lünemann
- Mrz.–Jun. 2012–0000: Rainer Persike & Damir Bujan
- Jul. 2012–Jun. 2013: Heiko Flottmann
- Jul. 2013–Jul. 2020: Christian Neidhart
- Jul. 2020–Apr. 2021: Torsten Frings
- Apr. 2021–0000: Mario Neumann
- Apr. 2021–Mai 2022: Rico Schmitt
- Jul. 2022–März 2023: Stefan Krämer
- März–Aug. 2023: Ernst Middendorp
- Aug. 2023 - Aug. 2024: Adrian Alipour
- seit Aug. 2024: Lucas Beniermann

### Jahrhundertelf
Im Jahre 2012 stimmten rund 10.000 Fans über die Jahrhundertelf des SV Meppen ab. Die Wahl ergab folgende Jahrhundertelf:
- Hermann Rülander (Torwart)
- Hubert Hüring (Libero)
- Frank Faltin (rechter Verteidiger)
- Eckhard Vorholt (linker Verteidiger)
- Reinhold Tattermusch (rechtes Mittelfeld)
- Andreas Helmer (zentrales Mittelfeld)
- Josef Schröer (linkes Mittelfeld)
- Josef Menke (offensives zentrales Mittelfeld)
- Dietmar Sulmann (Rechtsaußen)
- Gerd Sand (Mittelstürmer)
- Robert Thoben (Linksaußen)
- Rainer Persike (Trainer)
- Gerd van Zoest (Ehren-Manager)

## Weitere Mannschaften

### Zweite Mannschaft
| Saison  | Liga                    | Level | Platz | Tore   | Punkte         |
| ------- | ----------------------- | ----- | ----- | ------ | -------------- |
| 2016/17 | Bezirksliga Weser-Ems 3 | VII   | 07    | 57:45  | 41             |
| 2017/18 | Bezirksliga Weser-Ems 3 | VII   | 03    | 83:36  | 66             |
| 2018/19 | Bezirksliga Weser-Ems 3 | VII   | 02    | 91:37  | 68             |
| 2019/20 | Bezirksliga Weser-Ems 3 | VII   | 03    | 49:21  | Quotient: 2,16 |
| 2020/21 | Bezirksliga Weser-Ems 3 | VII   | 01    | 35:8   | 22             |
| 2021/22 | Bezirksliga Weser-Ems 3 | VII   | 01    | 153:37 | 86             |
| 2022/23 | Landesliga Weser-Ems    | VI    | 01    | 115:41 | 78             |
| 2023/24 | Oberliga Niedersachsen  | V     | 09    | 50:53  | 49             |
| 2024/25 | Oberliga Niedersachsen  | V     | 07    | 50:53  | 50             |

Die zweite Mannschaft des SV Meppen spielt, nach dem Durchmarsch von der Bezirksliga Weser-Ems 3 in die Oberliga Niedersachsen, seit 2023 in der Liga. Die erfolgreichste Zeit hatte die Mannschaft Ende der 1990er Jahre. Im Jahre 1997 erreichte die damals noch unter dem Namen SV Meppen Amateure antretende Mannschaft nach drei Aufstiegen in Folge die seinerzeit fünftklassige Niedersachsenliga West. Ein Jahr später wurden die Meppener Vizemeister hinter Blau-Weiß Lohne, ehe die Mannschaft 1999 als abgeschlagener Tabellenletzter abstieg. Nach drei Abstiegen in Folge kam die Mannschaft 2004 wieder in der Kreisliga an. 1997 und 1998 gewann die Mannschaft den Bezirkspokal Weser-Ems.

### Dritte Mannschaft
Die dritte Männermannschaft spielte bis zur Saison 2015/16 in der 2. Kreisklasse Emsland Mitte, bis sie sich dann auflöste.
Zur Saison 2017/18 reaktivierte man sie aber wieder und trat mit ihr in der 4. Kreisklasse Emsland Mitte/Süd an, wo sofort der Durchmarsch in die 2. Kreisklasse Emsland Mitte gelang.

### Jugendfußball
Der SV Meppen stellte in der Saison 2013/14 17 Jugendmannschaften, davon zwei Mädchenmannschaften. Die A-, B- und C-Junioren sowie die B-Juniorinnen gehören dem Jugendleistungszentrum Emsland an. Die A-Junioren schafften im Jahre 2014 den Aufstieg in die A-Junioren-Bundesliga. Dort wurde man jedoch Letztplatzierter und stieg wieder ab und wurde ein Jahr später dann sogar in die drittklassige Niedersachsenliga durchgereicht, stiegen dann aber wieder umgehend auf und schafften 2022 die Rückkehr in die A-Junioren-Bundesliga. Die B-Junioren schafften 2022 ebenfalls den Aufstieg in die B-Junioren-Bundesliga, während die C-Junioren 2017 Niedersachsenmeister wurden und somit den Sprung in die erstklassige Regionalliga Nord schafften. Die B-Juniorinnen gehörten 2013 zu den Gründungsmitgliedern der B-Juniorinnen-Bundesliga und nahmen 2017 an der Endrunde um die Deutsche B-Juniorinnen-Meisterschaft teil, wo sie im Halbfinale am FC Bayern München scheiterten.

### Frauenfußball

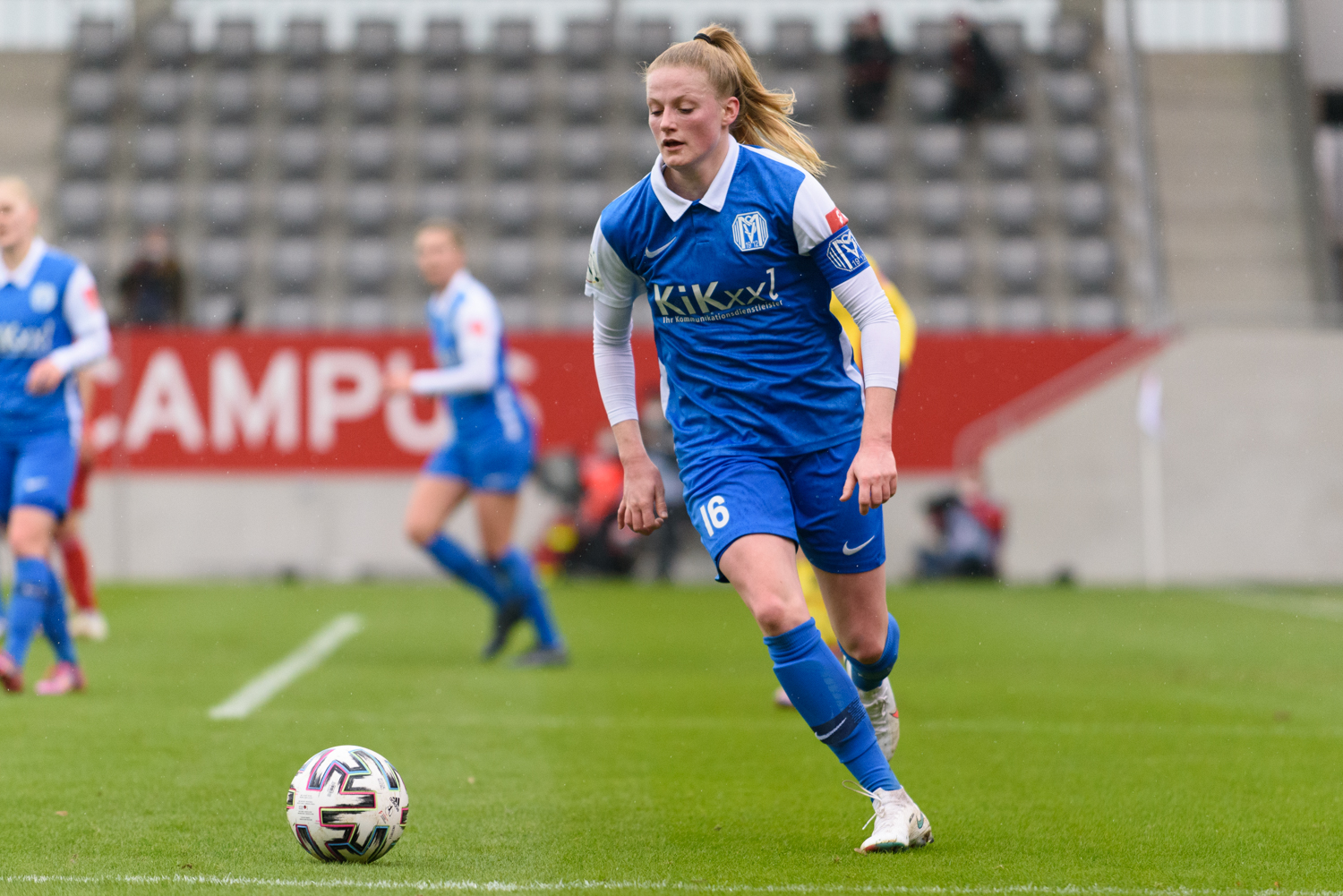
Sarah Schulte

Seit der Saison 2011/12 treten die Fußballerinnen des SV Victoria Gersten unter dem Namen SV Meppen an. 1993 schaffte die Mannschaft den Aufstieg in die damals zweitklassige Oberliga Nord, die zwei Jahre später in Regionalliga Nord umbenannt wurde. 2002 wurden die Gerstenerinnen Meister, verpassten aber den Aufstieg in die Bundesliga. Nach der erneuten Meisterschaft zwei Jahre später verzichtete der Verein auf die Aufstiegsrunde. Seitdem spielt die Mannschaft in der 2004 eingeführten 2. Bundesliga. In der Saison 2019/20, die aufgrund der COVID-19-Pandemie abgebrochen wurde, reichte dann der vierte Platz zum Aufstieg in die Bundesliga, da zwei höherplatzierte zweite Mannschaften nicht aufstiegsberechtigt waren. Nach nur einem Jahr stiegen die Meppenerinnen als Vorletzter wieder ab, schafften aber in der folgenden Zweitligasaison 2021/22 den direkten Wiederaufstieg.

## Erfolge

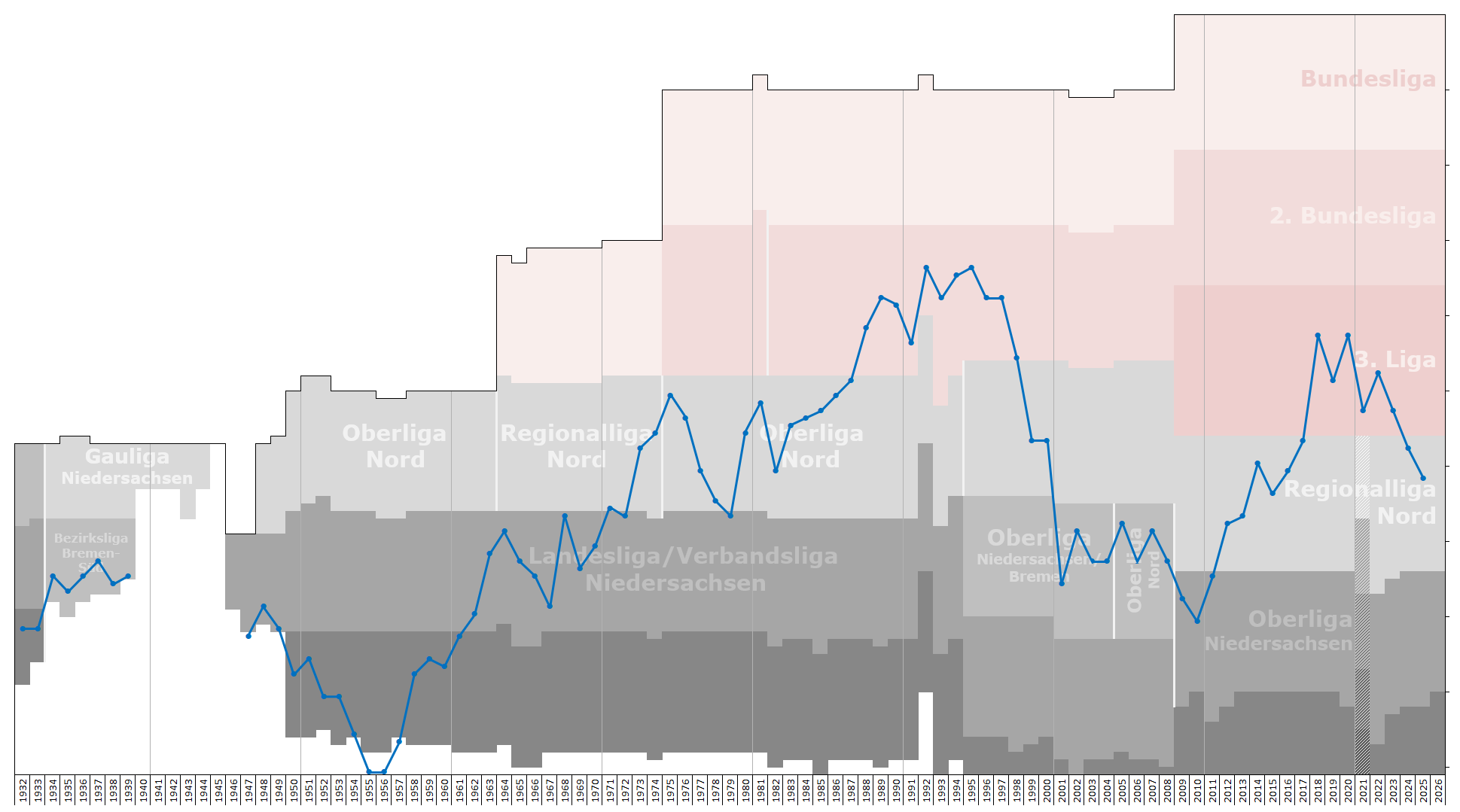
Platzierungen des SV Meppen von 1932–2022

- Meister der Regionalliga Nord 2017
- Meister der Oberliga Nord 1987
- Niedersachsenmeister 1968, 1979, 2011
- Niedersachsenpokalsieger 1999, 2021, 2024
- Meister der Amateuroberliga Niedersachsen, Staffel West 1964
- Meister der Amateurliga Niedersachsen, Staffel 8 1961

Der SV Meppen spielte von 1987 bis 1998 elf Jahre ununterbrochen in der 2. Bundesliga. In dieser Zeit absolvierte die Mannschaft insgesamt 404 Zweitligaspiele, von denen sie 124 gewann und 141 verlor, 139 Mal spielte sie Unentschieden (Torverhältnis: 495:547). Die beste Platzierung in der 2. Bundesliga schaffte die Mannschaft in der Saison 1994/95 mit Platz sechs. Außerdem war der SV Meppen siebenmal Spitzenreiter der 2. Bundesliga Nord (Saison 1991/92). In der Ewigen Tabelle der 2. Bundesliga liegt der SVM nach dem Ende der Saison 2022/23 an Position 37.
Von 2017 bis 2023 befand man sich sechs Jahre ununterbrochen in der 3. Liga. In dieser Zeit absolvierte die Mannschaft insgesamt 226 Spiele, von denen sie 77 für sich entscheiden konnte und 92 verlor, 57 Mal spielte sie Unentschieden (Torverhältnis: 249:343). In dieser Zeit schaffte man mit zweimal Platz 7 die besten Platzierungen (2017/18 und 2019/20). In der Ewigen Tabelle der 3. Liga liegt man auf Position 21.

## Vereinswappenhistorie

Logo von 1987 bis 2019
Logo von 2019 bis 2021
Logo seit 2021

## Umfeld

### Stadion

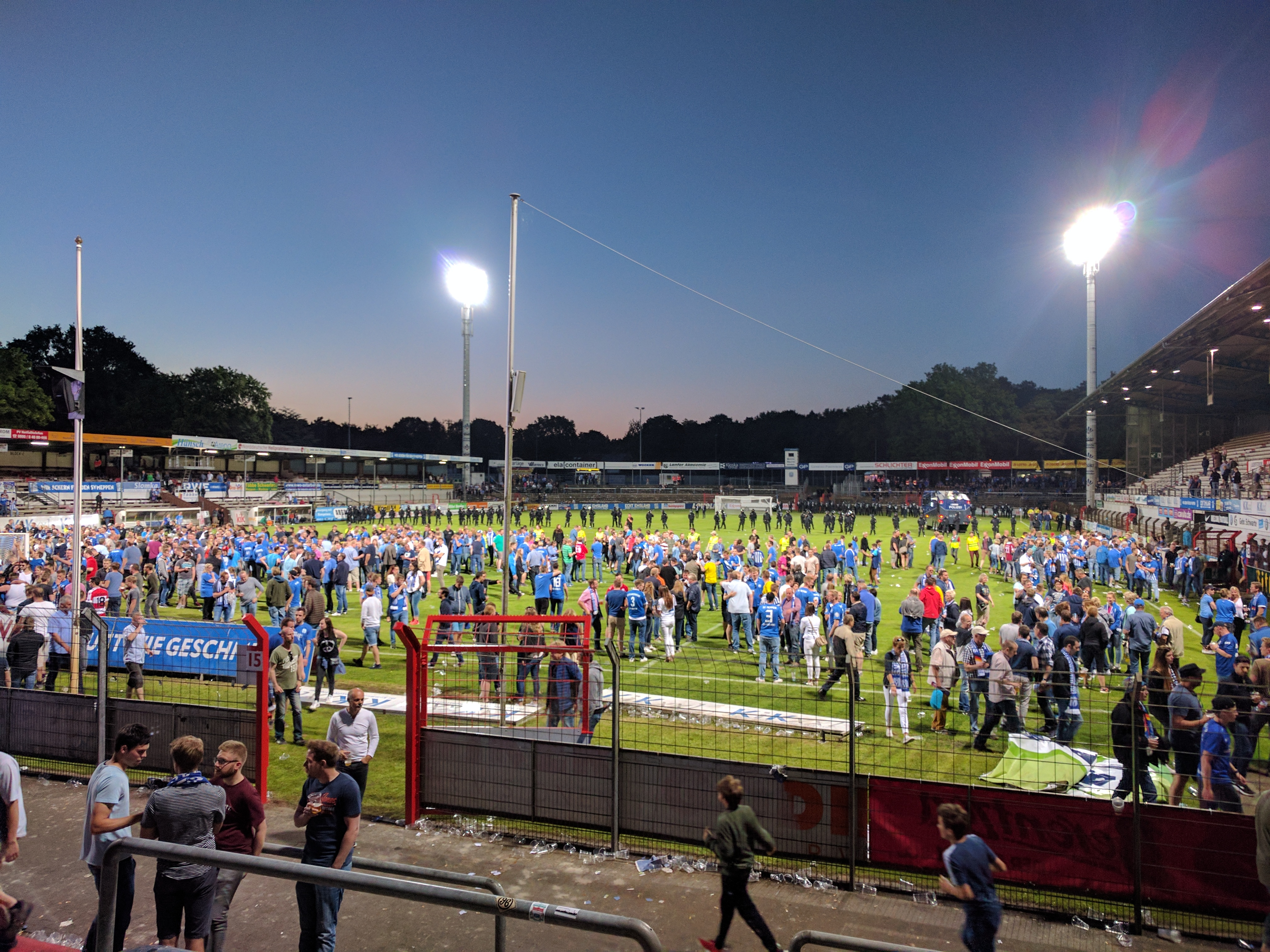
Die Hänsch-Arena nach dem Aufstiegsspiel gegen Waldhof Mannheim am 31. Mai 2017

Der Verein trägt seine Heimspiele in der Hänsch-Arena aus. Das Stadion liegt im Norden von Meppen, an der Lathener Straße im Stadtteil Neustadt gelegen. Im Jahre 1924 wurde es eingeweiht und 1927 in Hindenburg-Stadion umbenannt. Seit den 1990er Jahren trug es den Namen Emslandstadion. Im Jahre 2005 wurde es umbenannt in Vivaris Arena Emsland. Für die Umbenennung soll der SV Meppen einen fünfstelligen Betrag erhalten haben. Ab Sommer 2011 hieß das Stadion MEP-Arena, nach dem Sponsor Meppener-Einkaufs-Passage. Der Name Hänsch-Arena ist seit Januar 2014 gültig. Das Stadion ist eine reine Fußballarena ohne umschließende Tartanbahn.
1969 wurde erstmals eine Flutlichtanlage installiert, jedoch wegen Sicherheitsmängeln nach einigen Jahren wieder abgebaut. Eine neue Flutlichtanlage wurde im Oktober 1996 in Betrieb genommen. Im Jahre 2015 wurde die Kapazität im Zuge des DFB-Pokalspiels gegen den 1. FC Köln aus Sicherheitsgründen von 16.610 Plätzen auf 13.815 Plätze reduziert. Im Winter 2017/18 wurde die Nordtribüne abgerissen und neu errichtet, wodurch sich die Gesamtkapazität auf 13.696 Plätze verringerte. Die Haupttribüne (Neue Tribüne) und die Gegengerade (Alte Tribüne) bieten den Zuschauern 4.340 Sitzplätze, von denen 4.164 überdacht sind. Um den Regularien der 3. Liga zu genügen wurde im Juli 2018 eine Rasenheizung installiert. Im Winter 2021/22 wurde hinter den Stehplätzen der Südtribüne ein VIP-Tower in Form eines Containergebäudes errichtet.
In der Saison 2022/23 erklingt im Stadion beim Einlaufen der Mannschaften eine Remixversion von Narcotic der Band Liquido, und als Torhymne bei Treffern der Meppener Maria (I Like It Loud) von Scooter.

### Fans

Fanartikel des SV Meppen

Die Fans des SV Meppen verfolgen die Heimspiele des Vereins auf der Südtribüne des Stadions. Zu den bekanntesten Fanclubs zählen Meppen-INC, Amisia Ultra, Banausen, Die 13, die Laxtener Jungs, Leftside Meppen und die Meppinias, wobei letzterer ausschließlich aus Frauen besteht. Als Dachverband der Fangruppierungen fungiert die Szene Meppen. Der offizielle Fanshop befindet sich im Stadion. Die Anhänger des SV Meppen sehen den VfL Osnabrück und den VfB Oldenburg als Hauptrivalen an. Die Rivalität mit Osnabrück entstand in der Zweitligaära und wird mit der geografischen Nähe begründet. Nach dem Wiederaufstieg des SV Meppen in die 3. Liga wurde die Rivalität wiederbelebt.
Fanfreundschaften beim SV Meppen bestehen zu Anhängern der Kickers Emden und des niederländischen SC Veendam. Teilweise gibt es vereinzelte Kontakte zwischen Fans des SV Meppen und Preußen Münsters sowie zu Club Brügge aus Belgien.

### Trikotsponsoren
| Hauptsponsor          | Zeitraum             | Branche                      |
| Berentzen             | 1973–1995            | Spirituosenhersteller        |
| Elektra Beckum        | 1995–1999            | Maschinenhersteller          |
| Vivaris               | 1999–2007            | Getränkeindustrie            |
| KiKxxl                | 2007–2014, seit 2016 | Kommunikationsdienstleistung |
| Slogan „Echt Emsland“ | 2014–2016            | mehrere Einzelsponsoren      |

## Besonderheiten

### SV Meppen gegen FC Barcelona

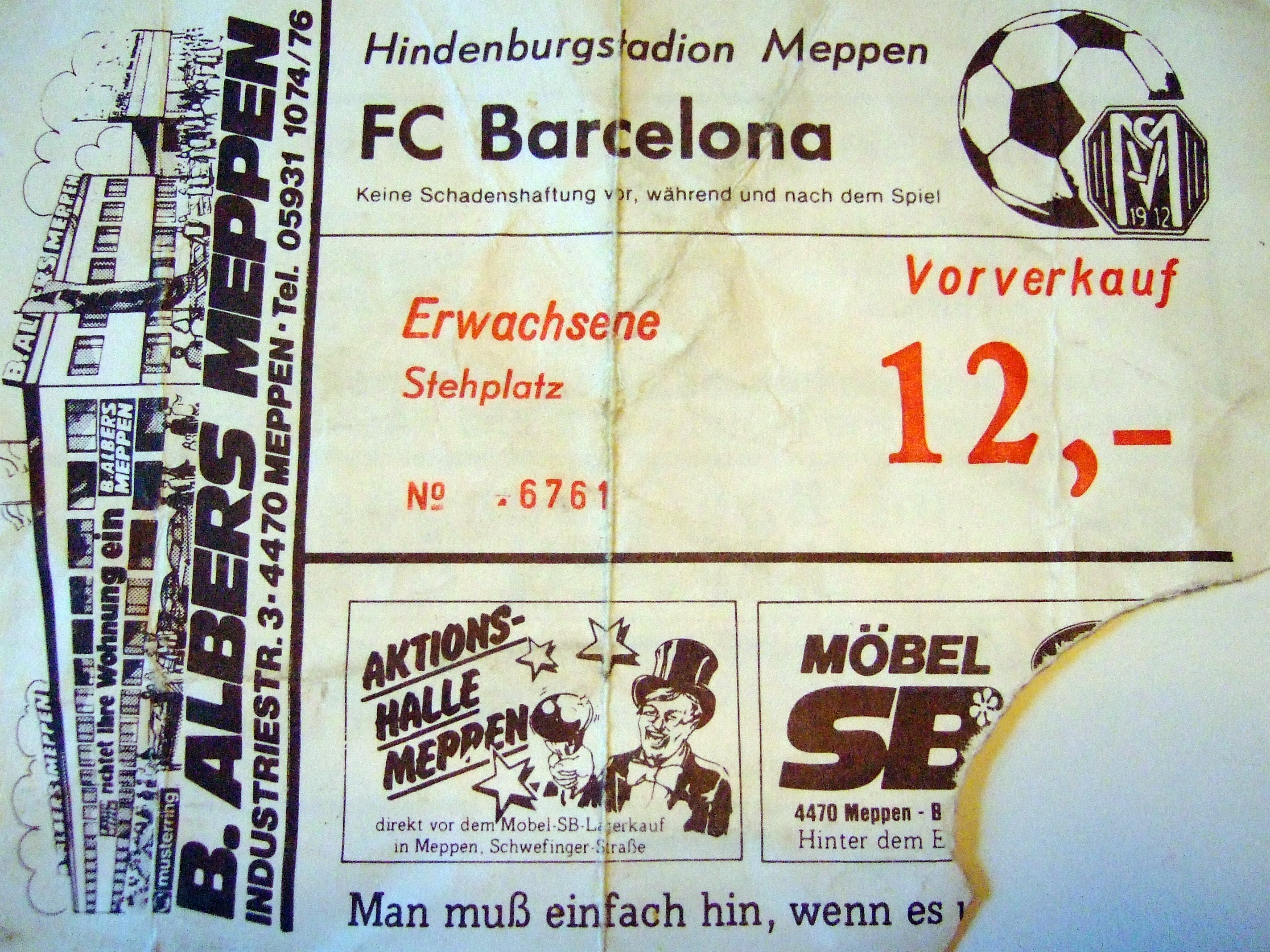
Eintrittskarte SV Meppen – FC Barcelona

Als Jahrhundertspiel des SV Meppen gilt die Partie gegen den FC Barcelona am 3. August 1982 anlässlich des 70-jährigen Vereinsjubiläums des SV Meppen. Vor geschätzten 22.000 Zuschauern im Meppener Hindenburgstadion gab der damals 21 Jahre alte Diego Maradona sein Debüt für den FC Barcelona, zu dem der argentinische Spielmacher nach der Fußball-WM 1982 für eine Rekordablösesumme von 19,2 Millionen D-Mark gewechselt war. Meppens Trainer Hans-Dieter Schmidt resümierte: "Er musste von Polizisten aufs Spielfeld eskortiert werden, dann schnappte er sich einen Ball und fing an, zwischen Sechzehner und Mittellinie hin und her zu dribbeln. Fuß, Oberschenkel, Kopf, Nacken – alle möglichen Tricks. Innerhalb kürzester Zeit folgte ihm ein Schwarm aus gut 100 Fans. Immer wenn er wieder in die Gegenrichtung lief, bildete sich kurz eine Gasse. Maradona tänzelte hindurch und anschließend hängte sich die Menschentraube wieder geschlossen an seine Fersen. Ein unglaubliches Bild." Das Spiel konnte Barcelona mit 5:0 für sich entscheiden. Torschützen für das von Udo Lattek trainierte Barcelona waren Maradona, Allan Simonsen, Quini, Moran und Víctor Muñoz.

### SV Meppen und Toni Schumacher
Im Jahre 1988 sorgte der SV Meppen ungewollt für Aufmerksamkeit, als der Torwart des abstiegsbedrohten Bundesligisten FC Schalke 04, der ehemalige Nationaltorhüter Toni Schumacher sagte: „Ich spiel' doch nicht in Meppen, da gehe ich lieber in die Türkei!“. Meppen galt zu jener Zeit als Synonym für Zweitklassigkeit. Als die Schalker dann den Gang in die zweite Liga doch antreten mussten, wechselte Schumacher zu Fenerbahçe Istanbul. Die Meppener reagierten auf diese Aussage mit Humor. Der lokale Spediteur Többe schickte am 22. April 1988 einen Lkw-Auflieger mit der Aufschrift „SV Meppen – das Fußballerlebnis“ direkt vor Schumachers Haustür in Hürth. Jener war zwar nicht zu Hause und erfuhr telefonisch von seiner Ehefrau von der Aktion. Toni Schumacher selbst fand die Aktion „witzig und souverän“. Im Jahre 2015 reiste Toni Schumacher als Vizepräsident des 1. FC Köln dann doch nach Meppen, als die Geißböcke im Rahmen des DFB-Pokals beim SV Meppen antreten mussten.

### SV Meppen und Jürgen Klopp
Am 11. Spieltag der 2. Fußball-Bundesliga-Saison 1996/97 gewann der SV Meppen gegen Mainz 05 mit 5:4. Nach 16 Minuten führten die Meppener in Folge eines Hattricks des Stürmers Christian Claaßen mit 3:0. Direkt im Anschluss an den dritten Treffer wurde Claaßens Gegenspieler Jürgen Klopp bereits in der 17. Spielminute ausgewechselt. Auf die Frage, ob sich Jürgen Klopp daran noch erinnert, sagte Christian Claaßen in einem 2015 veröffentlichten Interview: „Klar, so was vergisst man auch nicht. Wenn man in der ersten Halbzeit schon ausgewechselt wird.“